# Château de Montaupin
 (juin 2021).
La mise en forme du texte ne suit pas les recommandations de Wikipédia : il faut le « wikifier ».
Les points d'amélioration suivants sont les cas les plus fréquents. Le détail des points à revoir est peut-être précisé sur la page de discussion.
- Les titres sont pré-formatés par le logiciel. Ils ne sont ni en capitales, ni en gras.
- Le texte ne doit pas être écrit en capitales (les noms de famille non plus), ni en gras, ni en italique, ni en « petit »…
- Le gras n'est utilisé que pour surligner le titre de l'article dans l'introduction, une seule fois.
- L'italique est rarement utilisé : mots en langue étrangère, titres d'œuvres, noms de bateaux, etc.
- Les citations ne sont pas en italique mais en corps de texte normal. Elles sont entourées par des guillemets français : « et ».
- Les listes à puces sont à éviter, des paragraphes rédigés étant largement préférés. Les tableaux sont à réserver à la présentation de données structurées (résultats, etc.).
- Les appels de note de bas de page (petits chiffres en exposant, introduits par l'outil «  Source ») sont à placer entre la fin de phrase et le point final[comme ça].
- Les liens internes (vers d'autres articles de Wikipédia) sont à choisir avec parcimonie. Créez des liens vers des articles approfondissant le sujet. Les termes génériques sans rapport avec le sujet sont à éviter, ainsi que les répétitions de liens vers un même terme.
- Les liens externes sont à placer uniquement dans une section « Liens externes », à la fin de l'article. Ces liens sont à choisir avec parcimonie suivant les règles définies. Si un lien sert de source à l'article, son insertion dans le texte est à faire par les notes de bas de page.
- La présentation des références doit suivre les conventions bibliographiques. Il est recommandé d'utiliser les modèles {{Ouvrage}}, {{Chapitre}}, {{Article}}, {{Lien web}} et/ou {{Bibliographie}}. Le mode d'édition visuel peut mettre en forme automatiquement les références.
- Insérer une infobox (cadre d'informations à droite) n'est pas obligatoire pour parachever la mise en page.

Pour une aide détaillée, merci de consulter Aide:Wikification.
Si vous pensez que ces points ont été résolus, vous pouvez retirer ce bandeau et améliorer la mise en forme d'un autre article.
 (juin 2021).
Le Château de Montaupin est un château du XVIIIe siècle situé au sud du village d’Oizé, dans la région historique du Maine (actuel département de la Sarthe) à une trentaine de kilomètres au sud du Mans, en France.
Le château est reconstruit à la fin du XVIIIe siècle à l'emplacement d'un ancien château féodal daté des XIe et XIIe siècles. La plus ancienne partie du château encore visible aujourd'hui est la tourelle, datée du XVe siècle. Le reste de la bâtisse se partage entre des constructions datant des XVIIIe et XIXe siècles.
Seuls quelques éléments de la construction originale ont survécu aux épreuves du temps : datés du XVe siècle, la tourelle, les deux caves et la crypte de l'ancienne chapelle Sainte Marie-Madeleine, sont encore visibles. Une autre tourelle jumelle a été détruite au début du XXe siècle et le temps a altéré et vu la modification du château dans son architecture.
Le domaine est aujourd'hui inscrit sur la liste des patrimoines bâtis à protéger au titre de l'article L.151-19 du code de l'urbanisme.

## Le château de Montaupin à travers les âges (479-2021)

### Le château de Montaupin-la-Cour au Moyen Âge (479-1492)
Il y a eu deux châteaux de Montaupin : celui de Château de Montaupin-Jacquette et Montaupin-la-Cour, l’actuelle propriété. Tous les deux se situent au sud du bourg d'Oizé, une possession seigneuriale. Jean et Girard de Montaupin sont mentionnés dans le Cartulaire de Château-du-Loir comme vassaux, vers 1239, de la châtellenie d’Oizé.
Le manoir de Montaupin est mentionné dans les sources comme une possession seigneuriale vers 1342. Le 4 février 1392, Guillaume Chastain possède le fief de Montaupin-Jacquette et en fait aveu à Guyon du Bouchet, seigneur du Bouchet aux Corneilles.
Montaupin-la-Cour, qui était tenu par la châtellenie de Foulletourte à titre de foi et hommage simple, appartenait dès le XIVe siècle aux du Bouchet, seigneurs du Bouchet-aux-Corneilles. Ce dernier était une ancienne forteresse datant des XIe et XIIe siècles, aujourd'hui détruite, située à Oizé, à la limite de Requeil. Au début du XVe siècle, la région est tourmentée par la Guerre de Cent ans. Le château du Bouchet-aux-Corneilles tombe aux mains des Anglais en 1425, sous Henri VI, avant d’être repris.

#### La famille du Bouschet
On peut ainsi déduire que les « du Bouschet » appartenaient à l’une des branches de la famille Du Bouchet De Sourches – ces derniers étaient d’importants seigneurs et propriétaires terriens de la zone. Simon du Bouchet semble avoir hérité du château ou des terres de Montaupin avant de s'y établir en tant que premier seigneur.

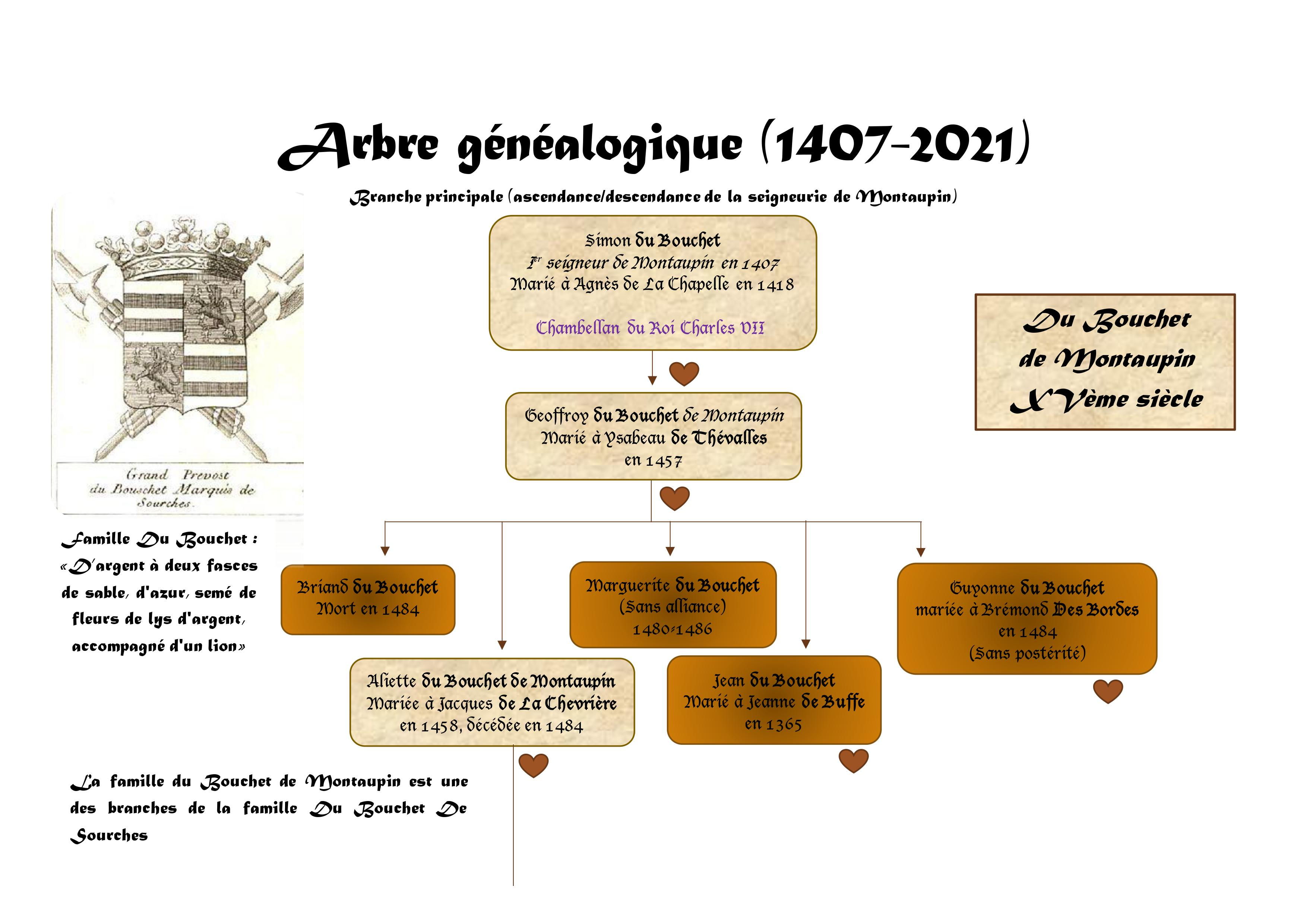
Arbre généalogique de la famille Du Bouschet de Montaupin ; crédits aux créatrices de cette page

En 1407, Simon du Bouchet, chambellan (Noble de la cour responsable du service de la chambre du souverain), de roi Charles VII, devient le premier seigneur du château de Montaupin. Son fils, Geoffroy du Bouschet, écuyer (Noble qui accompagnait un chevalier et portait son écusson), seigneur du Bouchet, est peu connu. En 1457, il fit don d'une rente de 2 sols 6 deniers tournois à l’église de Requeil. Il épousa Ysabeau de Thévalles et eut cinq enfants :
Ysabeau de Thévalles a donné naissance à cinq enfants. Le premier, Jean du Bouchet (1340-1404), écuyer, est devenu seigneur du Bouchet. Il a épousé Jeanne de Buffe en 1365 et a hérité des seigneuries de Montaupin-la-Cour, de Buffe et des Mortiers. Par la suite, il a échangé Montaupin-la-Cour, ainsi que ses bois et vignes, contre la « Dreuserie », un domaine situé non loin de Montaupin, avant de décéder en 1475. Son frère Briand du Bouchet est mort avant le 24 juin 1484. Leur sœur Guyonne du Bouchet, veuve de Bremond des Bordes, écuyer, était encore en vie en 1484. Aliette du Bouchet, quant à elle, s’est unie par contrat le 13 janvier 1458 à Jacques de La Chevrière, écuyer et seigneur de la Roche de Vaux. Elle est décédée en 1484. Enfin, leur sœur Marguerite du Bouchet, née en 1480 et décédée en 1486.

Guyonne du Bouchet est la seule héritière. Elle dénonce les tractations concernant les terres du Bouchet et engage un procès après la mort de son frère Jean. Elle gagne à la Cour du Mans, rembourse 610 écus aux acheteurs et rentre en possession des biens aliénés par ce dernier. Elle vend le 13 septembre 1486, pour la modique somme de 2211 livres, la propriété à son beau-frère Jacques de La Chevrière, écuyer, seigneur de la Roche de Vaux, situé à Requeil, et marié à sa sœur Aliette.

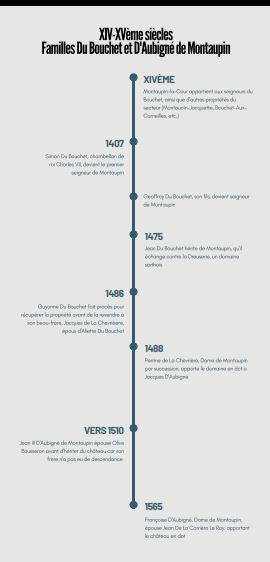
Le château de Montaupin aux et siècles ; crédits aux créatrices de cette page

#### La famille d'Aubigné
Jacques et Aliette de La Chevrière eurent une fille, Perrine de La Chevrière, la « Dame de Montaupin ». Lors de son mariage, le 4 août 1488, elle apporta en dot la propriété à Jacques d’Aubigné, quatrième fils de Jean II d’Aubigné, seigneur de la Perrière, et d’Yolande du Cloître. Jacques d’Aubigné en fit aveu au seigneur de Foulletourte. Avec Aliette, ils eurent trois enfants : Jean III, Marie et René, ainsi que deux enfants « naturels », Guyon et Catherine,,,.
Il semble que la ferme actuelle de Montaupin-Jacquette ait été le manoir originel, et que Jacques d’Aubigné ait transféré cette seigneurie à Montaupin-la-Cour. Des travaux ont probablement été réalisés dans le cadre de ce changement, notamment la construction de la tourelle, dernier vestige visible de l'époque féodale, qui date de cette période.
Ce n'est qu'après le décès de Jacques d'Aubigné en 1531 que ses fils prirent le titre de seigneurs d'Aubigné et de Montaupin.

### Le château de Montaupin à la Renaissance (1450-1600)[10]

#### La famille d'Aubigné

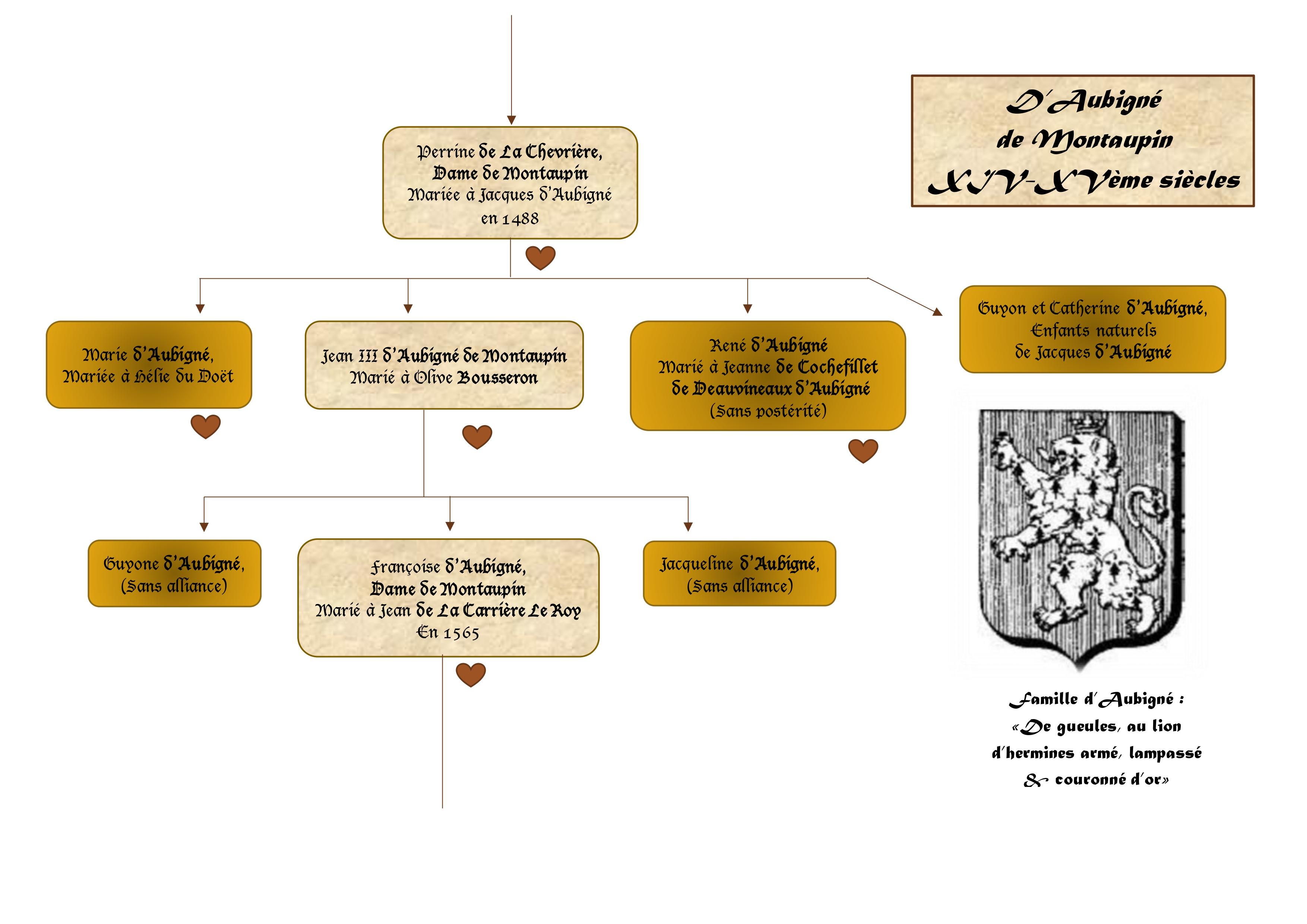
Arbre généalogique de la famille D'Aubigné de Montaupin ; crédits aux créatrices de cette page

Le fils de Jacques d’Aubigné, René d’Aubigné, chevalier, seigneur de Montaupin, épousa Jeanne de Cochefillet de Vauvineux sans avoir de descendance. Il en va de même pour sa sœur Marie d’Aubigné, marié à Hélie du Doët.
Jean III d’Aubigné de Montaupin, premier héritier et seigneur de Montaupin, se maria avec Olive Bousseron avec laquelle il eut trois filles : Guyone, Jacqueline et Françoise.
Les deux premières filles s’éteignirent sans alliance, tandis que Françoise d'Aubigné devint la Dame de Montaupin en épousant Jean de La Carrière Le Roy en 1565. Ce dernier fit aveu de vassalité à André de Beauvau, seigneur de Foulletourte, le 19 juin 1574.

#### La famille Le Roy
De son mariage avec Jean de La Carrière Le Roy, Françoise d’Aubigné eut quatre enfants. Pierre, écuyer et sieur de Montaupin et de la Carrière, Jean, écuyer et sieur de la Carrière, de la Houssaye, de Monfoulon et des Rochettes, qui épousa en 1605 Esther Gaultier, fille de François Gaultier, écuyer et sieur d’Aubigné. Jean fit hommage à son frère aîné pour le lieu de la Foucherie, où il résidait le 4 juillet 1608, puis habita successivement la Marionnière, près du bourg de Saint-Sauveur-de-Flée, de 1610 à 1614, et les Rochettes, paroisse d’Aviré, de 1621 à 1633. Tuteur et garde noble de ses enfants de 1617 à 1630, il devint également tuteur de son neveu Pierre en 1633. Renée, autre fille du couple, se maria en 1611 à François de Hodon, écuyer et sieur des Buchetières. Enfin, Julien Le Roy, sieur de la Foucherie, épousa Suzanne de Guerguebec et mourut à Oizé le 11 octobre 1605. Sa veuve, quant à elle, fut « garde noble de son fils » Charles Le Roy, écuyer et seigneur d’Assé, en 1611.
C’est Pierre Le Roy qui prendra la suite de son père à la tête de la seigneurie de Montaupin. Le 11 juin 1593, Pierre Ier Le Roy avoua Montaupin avant de se marier le 10 mars 1611 à Barbe de Mondragon. Il décède en 1618.

### Le château de Montaupin auXVIIesiècle

#### La famille Le Roy

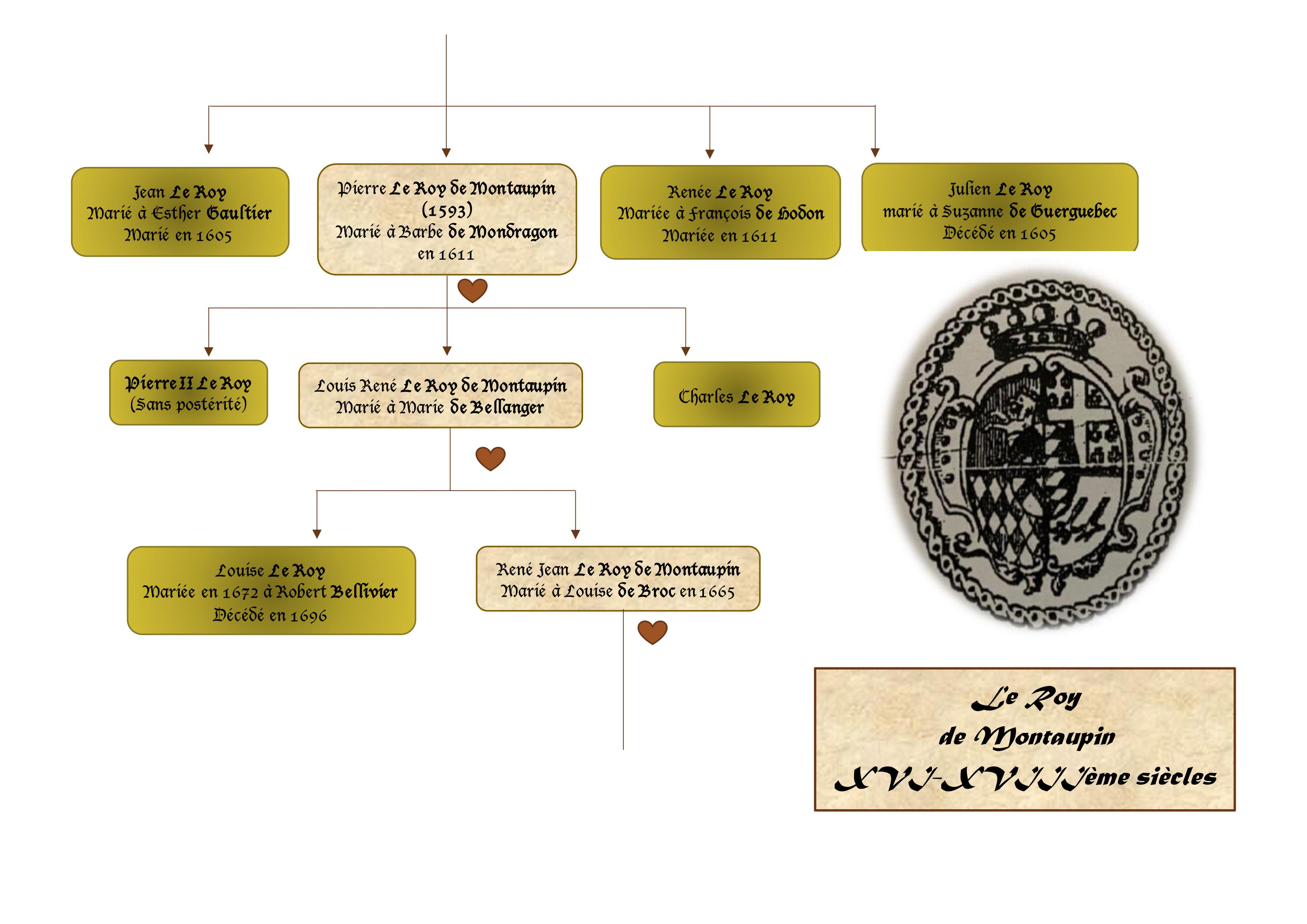
Arbre généalogique de la famille Le Roy ; crédits aux créatrices de cette page

Pierre Le Roy de Montaupin et Barbe de Mondragon eurent trois enfants : Pierre II, qui s’éteignit sans postérité entre 1633 et 1644, Louis René et Charles Le Roy.
Sa femme Barbe de Mondragon, dame du Bignon et du Verger, déjà veuve en 1618, convola en secondes noces avec Cyprien Le Vayer, écuyer, sieur de Bourgjolly.
Louis René Ier Le Roy, écuyer, seigneur de Montaupin, hérite de ce fief et prit pour femme Marie de Bellanger. Il eurent plusieurs enfants pour lesquels leur tuteur fit foi et hommage le 6 mars 1656.

Louise Le Roy épousa Robert Bellivier en 1672 avant de s’éteindre en 1696. Son frère, René Jean Le Roy, écuyer et seigneur de Montaupin, épousa le 12 janvier 1665 Louise de Broc, dans l’église de Broc. Elle était la fille de Jacques de Broc, chevalier, baron de Saint-Mars-la-Pile, seigneur de Broc, et de Marguerite de Bourdeille. Louise de Broc est devenue dame d'honneur de la princesse de Lamballe, dame de Pommery. À l'âge de 18 ans, la princesse de Lamballe devient amie avec la reine Marie-Antoinette, alors dauphine, et est nommée surintendante de la Maison de la Reine.

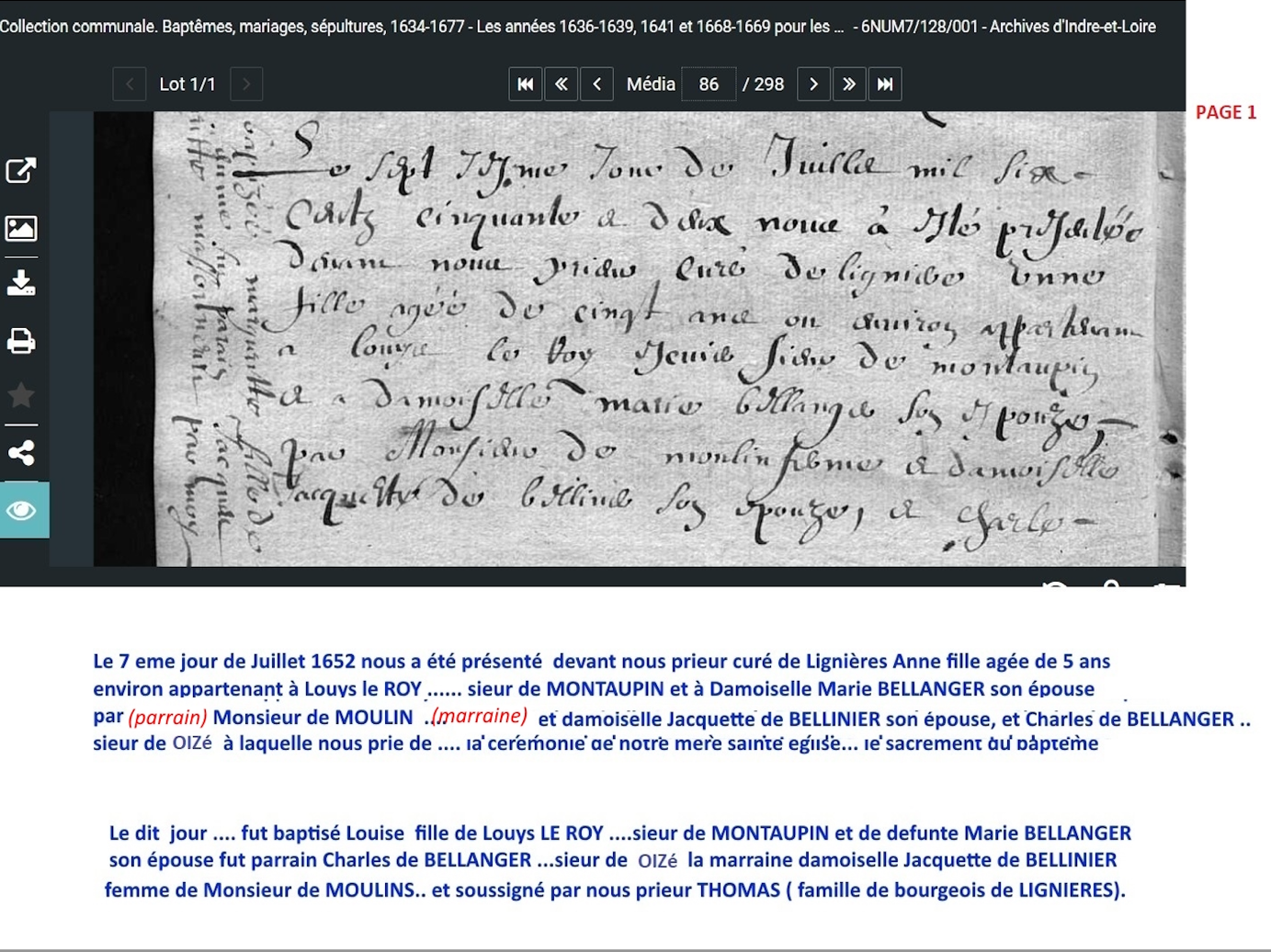
Certificat de baptême de Anne Le Roy avec retranscription
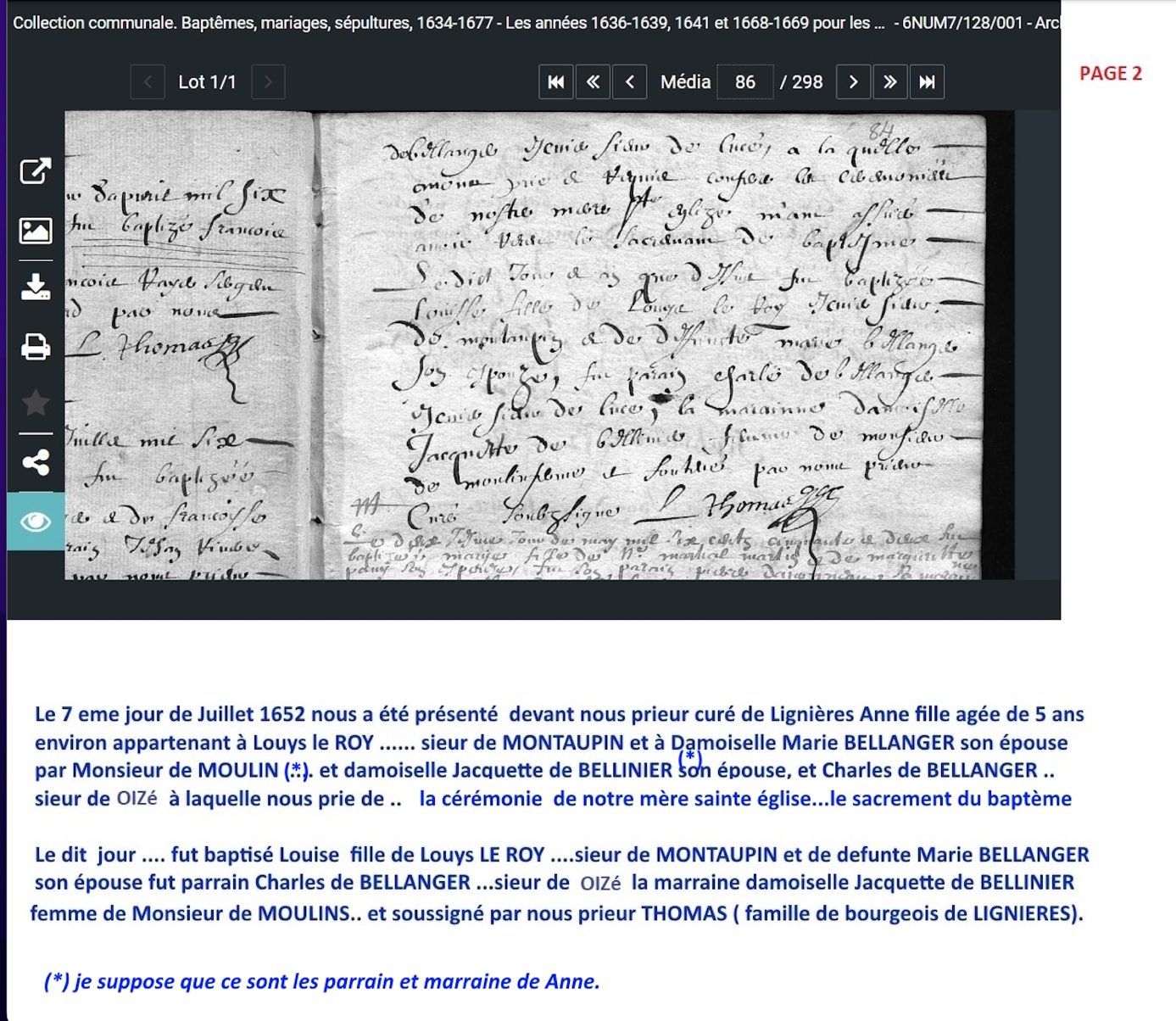
Certificat de baptême de Louise Le Roy avec retranscription

René Jean Le Roy reçut le 19 janvier 1686, au nom de sa femme, « des enfants de défunt Armand de Broc, Sceau de René Le Roy et de Louise de Broc, seigneur d’Echemiré, en attendant le règlement définitif de la succession de Sébastien de Broc, seigneur de Foulletourte et des Perrais, « la maison », domaine et appartenances et dépendances de Beaumont, à Oizé, et le moulin de Mocque Souris », échus audit Armand de Broc dans un partage précédent. Il était lieutenant au régiment Lyonnais en 1689.

### Le château de Montaupin auXVIIIesiècle

#### La famille Le Roy

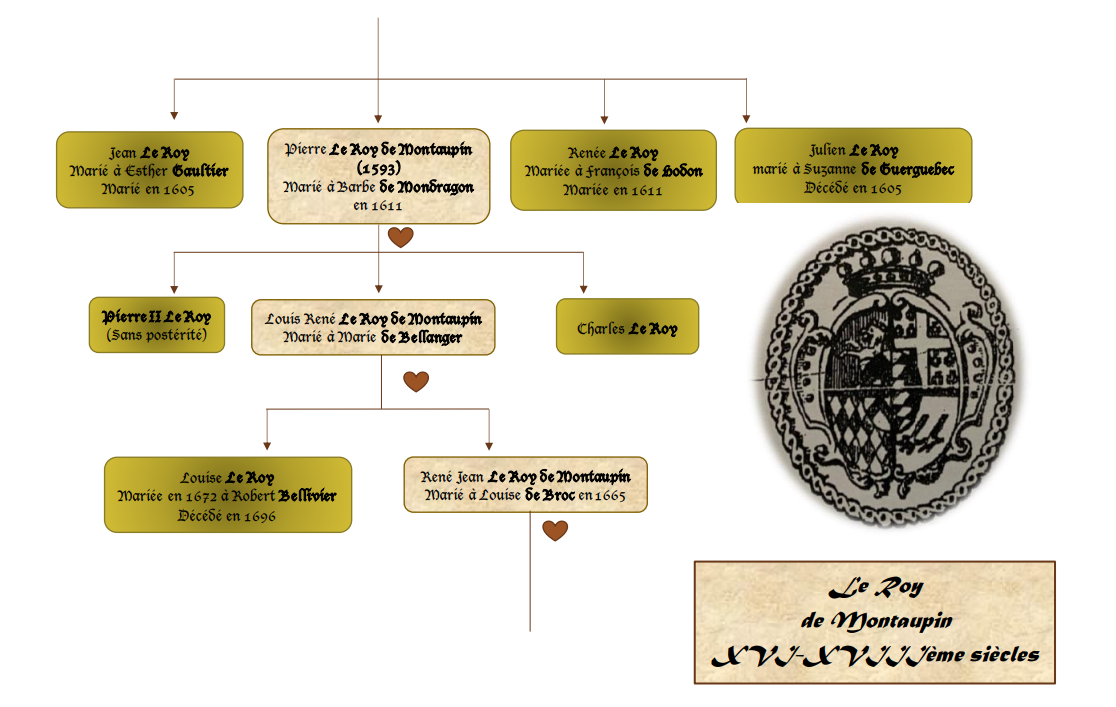
Arbre généalogique de la famille Le Roy ; crédits aux créatrices de cette page

Louise de Broc est décédée le 15 juin 1706 et a été inhumée dans l’église d’Oizé le 28 juin de la même année. Son mari est décédé le 20 novembre 1721.
Sept enfants naquirent de leur union. Louise mourut en 1738 sans alliance ni postérité. Renée, née le 22 octobre 1675, se maria le 28 janvier 1711 à Magdelon Thimoléon de Savonnières, chevalier et seigneur d’Entre-Deux-Bois et de Courdenet à Vaas, fils de Jean-Guillaume de Savonnières et de Marie de La Haye. Marie mourut en 1782 sans postérité, et Catherine-Ambroise, morte en 1715, décéda sans alliance ni héritier. René-Pierre, ainsi que Louis-Auguste, baptisé le 27 mai 1681, héritèrent de la seigneurie de Montaupin. Louis-Auguste épousa en premières noces Marie-Madeleine Aubert de Boisguiet en 1731, puis Marie-Thérèse de Moloré en secondes noces en 1752. Trois seulement survécurent à leur père : Renée, Louise et Louis, chevalier, seigneur de Montaupin et de Beaumont.
En 1731, Louis Auguste Le Roy de Montaupin s’unit à Marie-Madeleine Aubert de Boisguiet (fille de René Aubert, sieur de Boisguiet, avocat au Parlement, seigneur d’Yvré-le-Pôlin, et de Marie Le Peletier de Feumusson), et suivit la carrière des armes. Entre 1725 et 1732, il était commandant d’artillerie à La Rochelle, chevalier de l’ordre militaire de Saint-Louis, et lieutenant commandant de la même arme au département de Valenciennes.
De Marie-Madeleine Aubert de Boisguiet, il eut deux enfants : Louise-Armande, baptisée à Oizé le 18 septembre 1769, qui hérita de Montaupin par l’ordre de succession. Elle se maria une première fois le 1er mai 1788 avec le comte Pierre-Étienne de L'Hermitte, seigneur du Mesnil-Guyon, La Mazure, La Cheverie, Champhays, chevalier de Saint-Louis et capitaine au régiment de La Fère. Elle se remaria ensuite, aux alentours de 1800, avec Henri-François Le Moine. Leur fille, Augustine-Louise-Madeleine, née au Mans à la paroisse de Saint-Nicolas, le 21 février 1772. Elle épouse Jean-François-Marie d’Alexandre le 5 juillet 1791, officier au régiment de Chartres-Infanterie, fils d’Antoine d’Alexandre, chevalier, et d’Amable Philibé). Un accident la rendit veuve le 24 avril 1805.
Le 14 février 1752, Louis-Auguste Le Roy, chevalier de Saint-Louis, seigneur de Montaupin, Beaumont, la Place, Yvré-le-Pôlin, commissaire extraordinaire d’artillerie au Port-Louis, s’unit, en deuxième noces et à l’âge de 27 ans et demi, à Marie-Thérèse de Moloré, fille de Gabriel-René de Moloré, seigneur de Villaines, président de l’élection du Mans, et d’Anne-Renée de Belleriant, dans l’église de Savigné-l’Evêque.

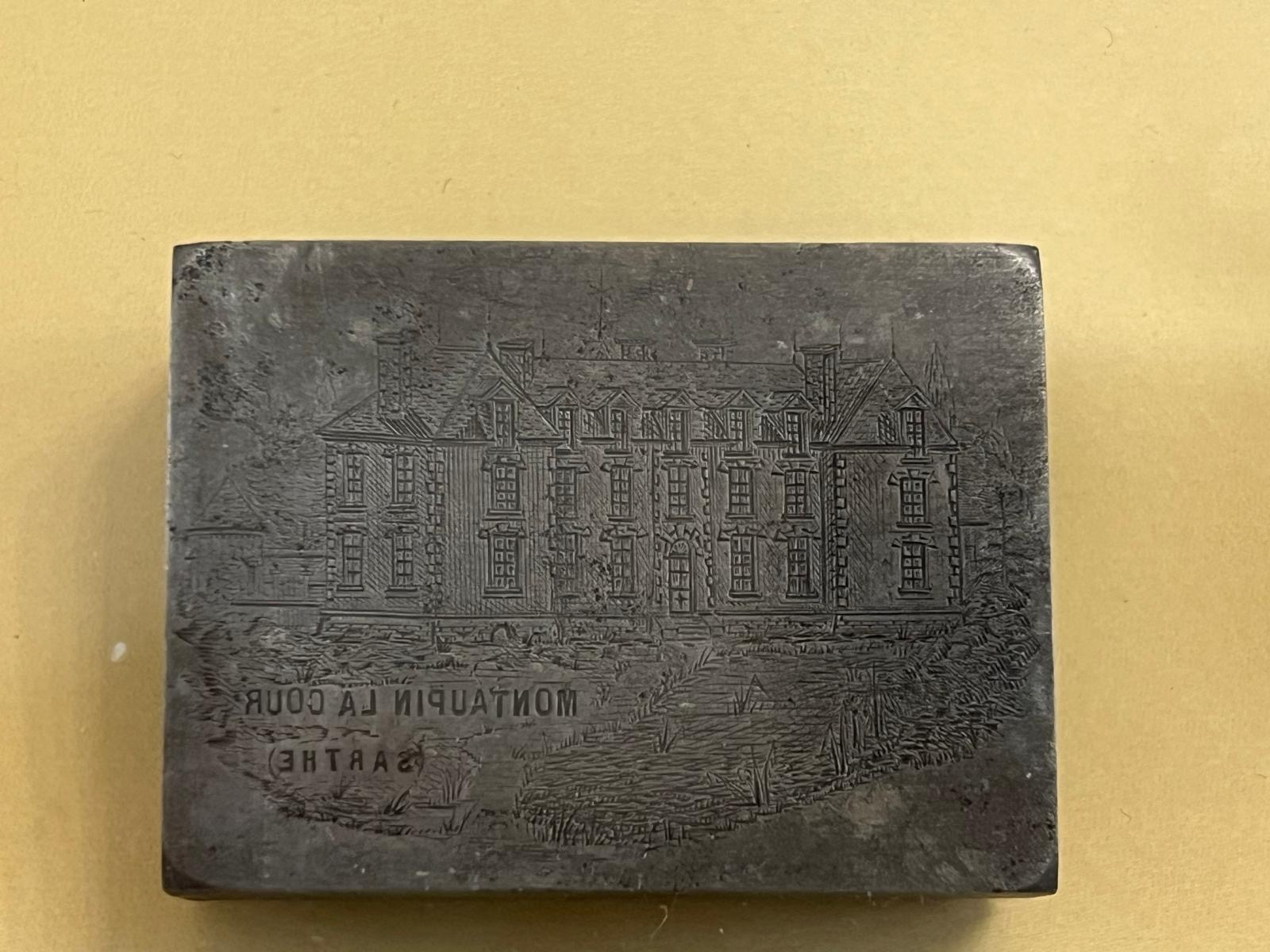
Sceau des seigneurs de Montaupin, du siècle

Il perdit sa première épouse de bonne heure et, ayant également perdu Anne-Louise-Thérèse Le Roy, unique enfant issue de sa relation avec Marie-Thérèse de Moloré, née au Mans le 11 septembre 1753, il se remaria le 3 mai 1768. À ce moment-là, il était chef de brigade du corps d'artillerie au régiment de Strasbourg. Il épousa la marquise Louise-Marguerite de Montesson, veuve de Jean-Armand, chevalier, marquis de Raffetanges. Elle était la fille de Louis-Pierre Joseph de Montesson, chevalier et seigneur de Douillet, et de Marguerite-Renée Le Silleur.
Sa femme décéda le 28 février 1772 tandis qu'il est mort le 3 juin 1788.
Le 19 juillet 1791, Louise-Armande Le Roy de Montaupin et son époux Pierre-Étienne de L'Hermitte obtinrent, par acte notarial de succession, les deux tiers de l'héritage. Cet acte fut rédigé devant René-Julien Le Blaye et Julien Dioré, notaires à Oizé et à Sougé-le-Ganelon. Ils reçurent pour leur part le lieu et domaine de Montaupin, les bordages de la Teisserie, de Verreille, et de la Place. Ils héritèrent également des métairies Grassin, de la Roche et de Beaumont, des closeries de la Clérissière et de la Foucherie, ainsi que des moulins de Mocque-Souris et de Boisard. Enfin, ils reçurent entre quatre-vingts et cent journaux de sapinières ou bois taillis à la Verrie, ainsi qu’un pécule financier sous forme de rentes.
Augustine-Louise-Madeleine Le Roy et son époux Jean-François-Marie d’Alexandre eurent droit à l’autre tiers, c’est-à-dire les métairies de la Bussonnière et de la Petite-Chapelle, à Sougé-le-Ganelon, deux maisons rue du Puits-de Quatre-Roues, au Mans et un pécule financier.
La Révolution française de 1789, voit des affrontements armés se propager hors des murs de Paris et atteindre les diverses régions françaises. Une partie du château a été brûlée et une autre détruite.
Le mari de Louise-Armande Le Roy de L’hermitte, alors dame de Montaupin, fut un commandant en second au sein de l’artillerie de l’armée des côtes de Cherbourg sous Wimpffen et devint un des principaux chefs de la chouannerie dans la Sarthe. Il fut tué à Saint-Denis-d’Orques, après la pacification, en avril 1795, lors d'une rencontre avec les Bleus, troupes républicaines qui s’opposent aux Blancs, troupes royalistes, lors de la guerre civile de la Chouannerie de 1792 à 1800,,.

### Le château de Montaupin auXIXesiècle

#### La famille Le Roy,(suite)

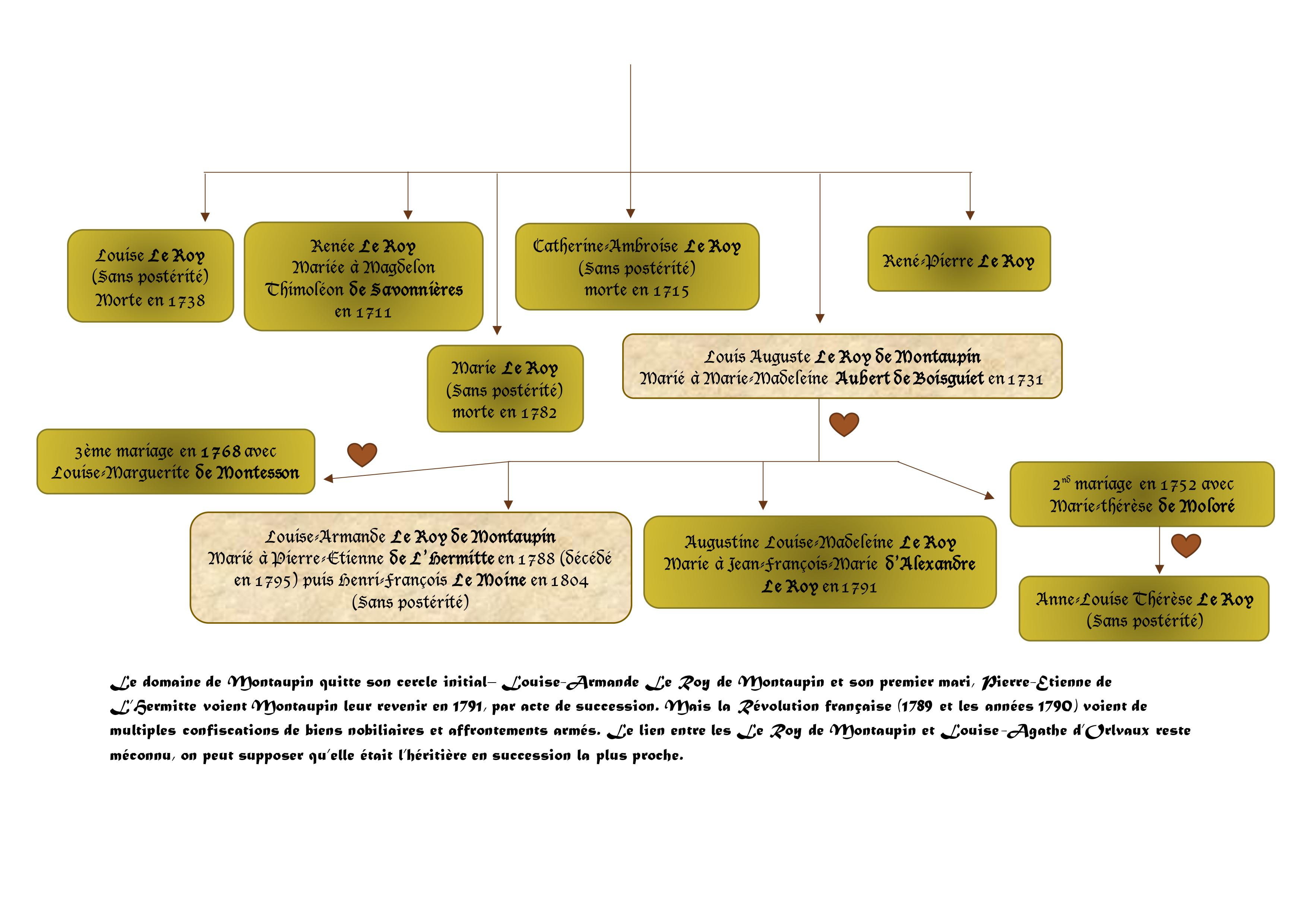
Arbre généalogique de la famille Le Roy ; crédits aux créatrices de cette page

On peut alors supposer que c’est ce conflit qui voit la destruction d’une partie du château puis sa reconstruction plus tard par la famille de La Porte de la Thébaudière de Sainte-Gemme.
Le 2 mars 1804, Louise Armande Le Roy de Montaupin épouse en secondes noces Henri François Le Moine qui décède en 1826.
La trace du château se perd alors, et il ne réapparaît qu’en 1827, lors de sa vente par les héritiers de Louis-François d’Arlanges et de son épouse, Louise-Agathe d’Orlvaux, au maire d’Oizé, le comte Ambroise de La Porte de la Thébaudière de Sainte-Gemme.
Le lien entre les Le Roy de Montaupin et Louise-Agathe d’Orlvaux reste méconnu. Il est probable qu’elle ait été l’héritière en ligne de succession la plus proche, ce qui lui aurait permis de récupérer la propriété après les confiscations de biens nobiliaires et les affrontements de la Révolution française. Il est également possible que son nom prestigieux ait joué un rôle dans l’attribution de ce château voisin de ses terres lors de la Restauration. Cette acquisition peut également être liée à des ventes successives au cours de la période.

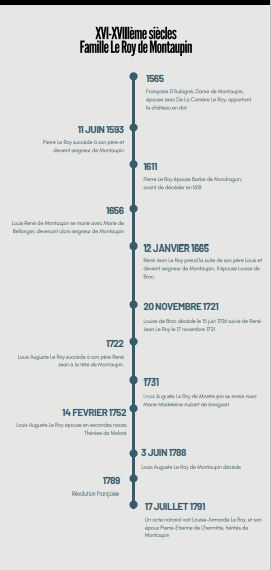
Chronologie du château de Montaupin - et siècles ; crédits aux créatrices de cette page

#### La famille d'Arlanges
Louise-Agathe d’Orvaulx, fille de Louis-Philippe-François, comte d’Orvaulx, apporta en dot le château de Montaupin à son époux, Louis-François d’Arlanges, lors de leur mariage célébré le 28 février 1799. De cette union naquirent cinq enfants. Leur fille aînée, Marie-Louise-Zoé d’Arlanges, née en 1800, épousa Charles-André-Auguste de la Voyrie le 17 mai 1821. Ancien officier de la marine royale, ce dernier s’illustra par ses faits d’armes et sa fidélité lors des guerres de Vendée. De leur mariage naquirent deux filles. Adolphe-Louis-Gaston d’Arlanges vit le jour le 7 avril 1802, tandis qu’Eugène-Louis-Gaston d’Arlanges, né le 7 mars 1806, épousa plus tard Nathalie Morisson de la Bassetière, avec qui il eut trois filles. Adèle-Charlotte-Agathe d'Arlanges, née en 1804, mourut en 1820, et Marie-Armande d’Arlanges, née le 10 juillet 1807, s’éteignit en bas âge.
À la mort de Louis-François d’Arlanges en 1827, Marie-Louise-Zoé d’Arlanges et son époux Charles-André-Auguste de la Voyrie recueillirent l’héritage de leurs parents. La même année, ils vendirent la propriété, comprenant le château et ses terres, au marquis de Saint-Gemme.

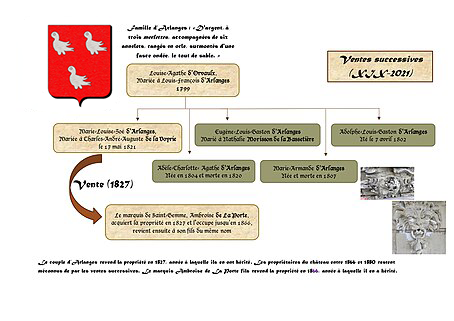
Descriptif des ventes successives ; crédits aux créatrices de cette page

#### La famille de de La Porte de la Thébaudière de Sainte-Gemme

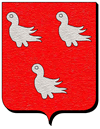
Armoirie de la famille de la Porte de la Thébaudière

M. Ambroise de de La Porte de la Thébaudière de Sainte-Gemme, est né le 19 août 1793 et est décédé le 12 février 1866. Le comte de La Porte de la Thébaudière de Sainte-Gemme était un agriculteur de renommée et maire d’Oizé. Il résida dans le château de 1830 à 1866 et utilisa les terres comme une large ferme et un espace de cultures agricoles primées.
À sa mort, en 1866, la propriété passa au comte Ambroise de La Thébaudière, son fils aîné, né le 17 juillet 1833 et décédé le 20 décembre 1912 ; ce dernier la vend par adjudication.

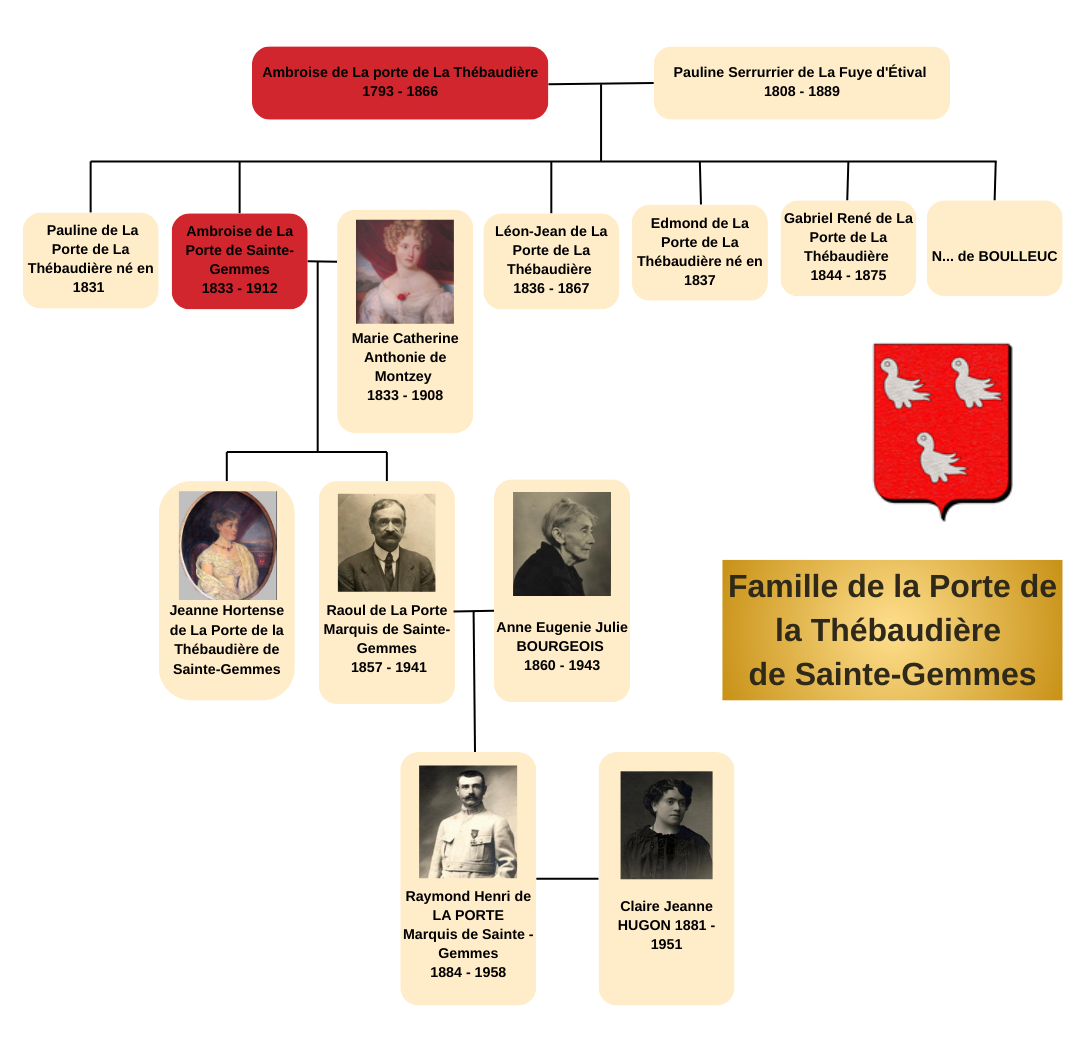

#### Ventes successives de la propriété

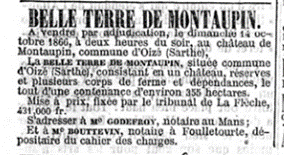
Vente de Montaupin via petites annonces

La propriété disparaît alors des sources, et l’enchaînement des ventes successives reste méconnu. Le château de Montaupin passe par de nombreux changements de propriétaire sur de courtes périodes aux XIXe et XXe siècles. La guerre franco-allemande de 1870-1871, marquée par l’occupation de la Sarthe, pourrait avoir influencé cette situation.

M. Vrament, un grand voyageur et collectionneur de tableaux, acquit, en 1880, la propriété avant de la revendre en 1888. Le château et ses dépendances (58 Ha) sont revendus à M. Pierre Cureau,  et les terres à Messieurs Piedor, Dupuy, Sacré, et Le Bled.

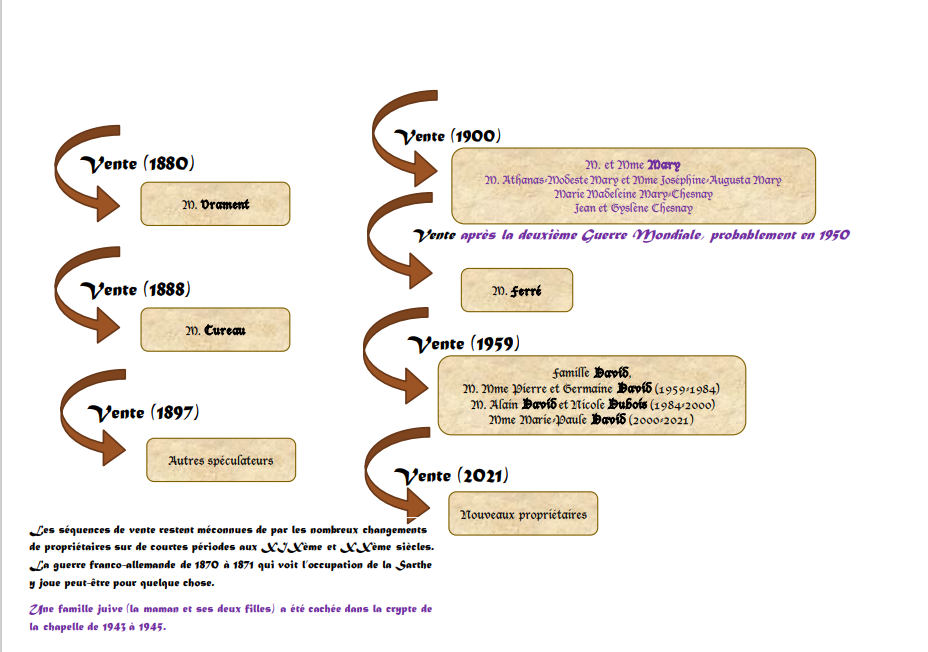
Chronologie des ventes successives du château ; crédits aux créatrices de cette page

La propriété change encore de mains, avant de réapparaître en 1900.

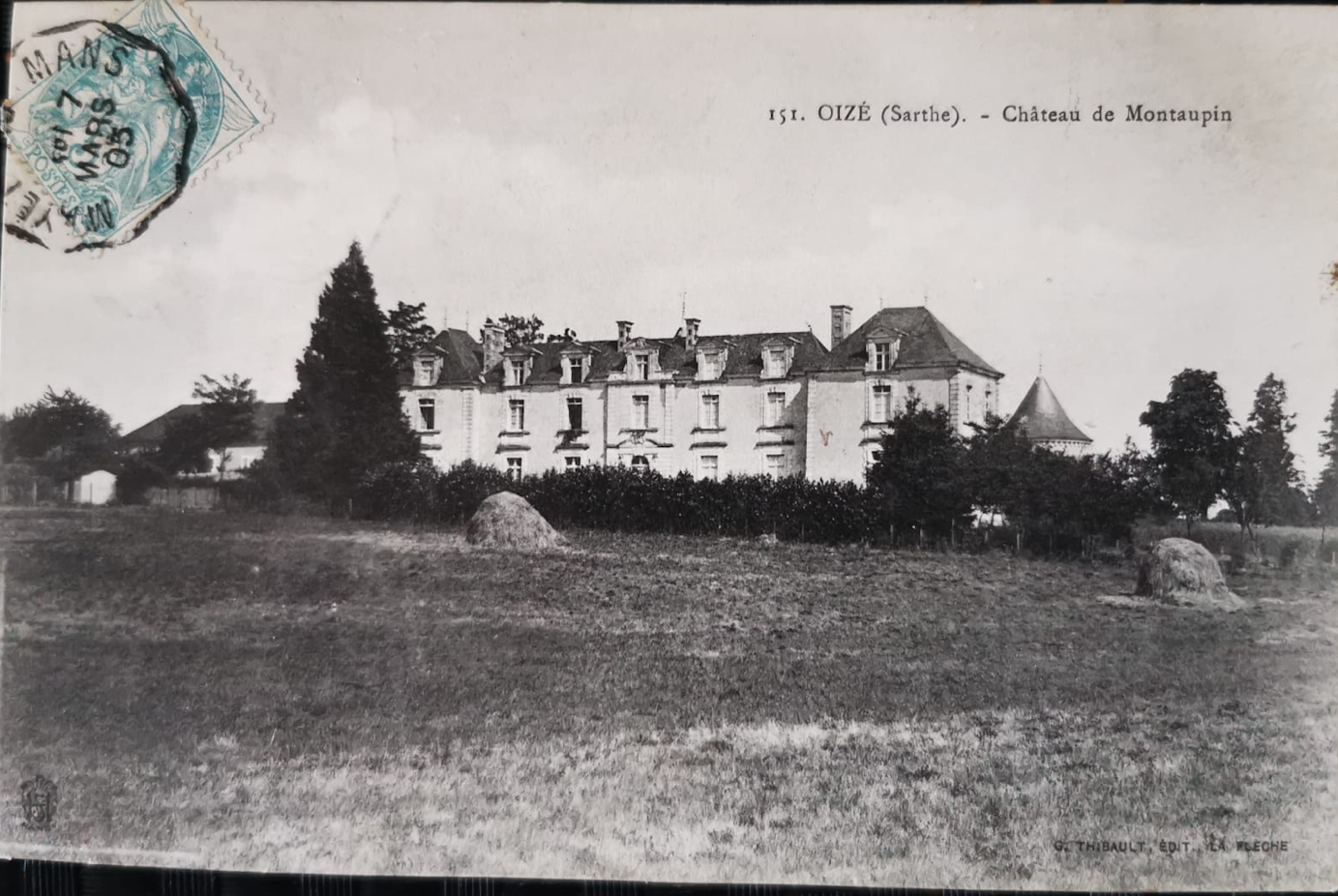
Photo du Château de Montaupin et de la tourelle de chapelle Sainte Marie-Madeleine, carte postale avec un tampon du 5 mars 1905.

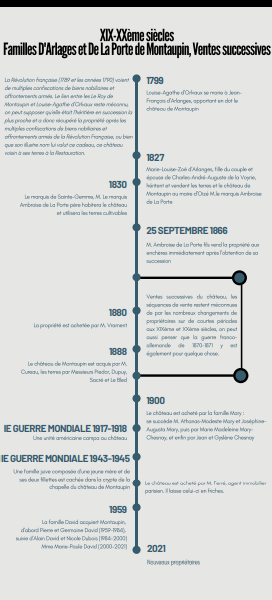
Chronologie des propriétaires successifs de Montaupin du ; crédits aux créatrices de cette page

En 1917, pendant la Première Guerre mondiale, le château de Montaupin a servi de lieu d’accueil pour des soldats, notamment américains, venus en renfort des troupes alliées. Ces militaires y ont été stationnés pendant plus de 11 mois avant d’être envoyés sur le front.

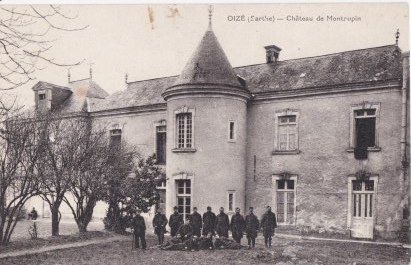
Soldats américains vivant au château en 1917
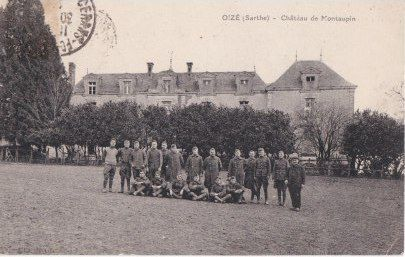

Des documents d’époque, dont plusieurs extraits de livrets du soldat, attestent de leur présence au château. Ces archives fournissent des informations précises sur les unités concernées, les dates de passage et les conditions de leur séjour.

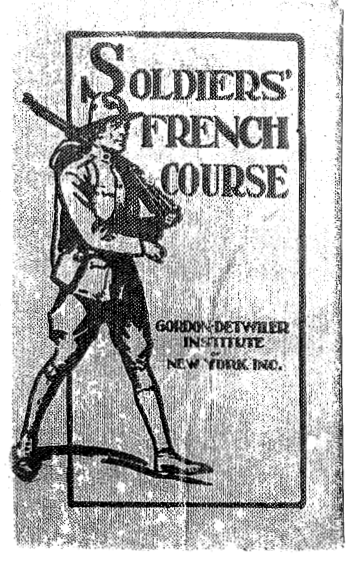
Couverture du livret du soldat américain (anglais et français)
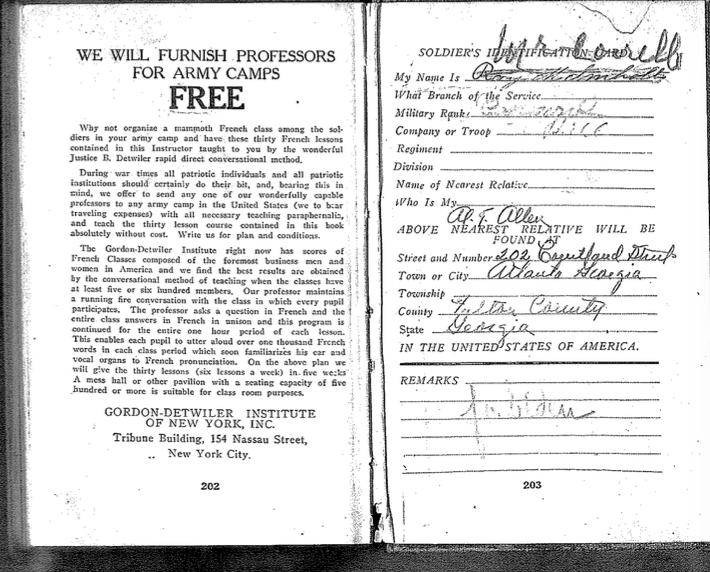
Pages du livret du soldat d'Altanta, Georgia, États-Unis

### Le château de Montaupin auXXesiècle[18]

#### La famille Mary
Depuis 1915, le château appartient à la famille Mary Athanase-Modeste et Joséphine-Augusta Mary née Maissin, qui le transmettent à leurs deux filles : Geneviève Mary épouse Bataille et Louise Madeleine Mary épouse Chesnais.

Le château fut vendu en 1957 à M. Ferré, marchand de biens au Mans, puis en 1959 à la famille David. Pierre et Germaine David en furent propriétaires de 1959 à 1967, avant qu'Alain David et Nicole Dubois ne leur succèdent de 1984 à 2000.

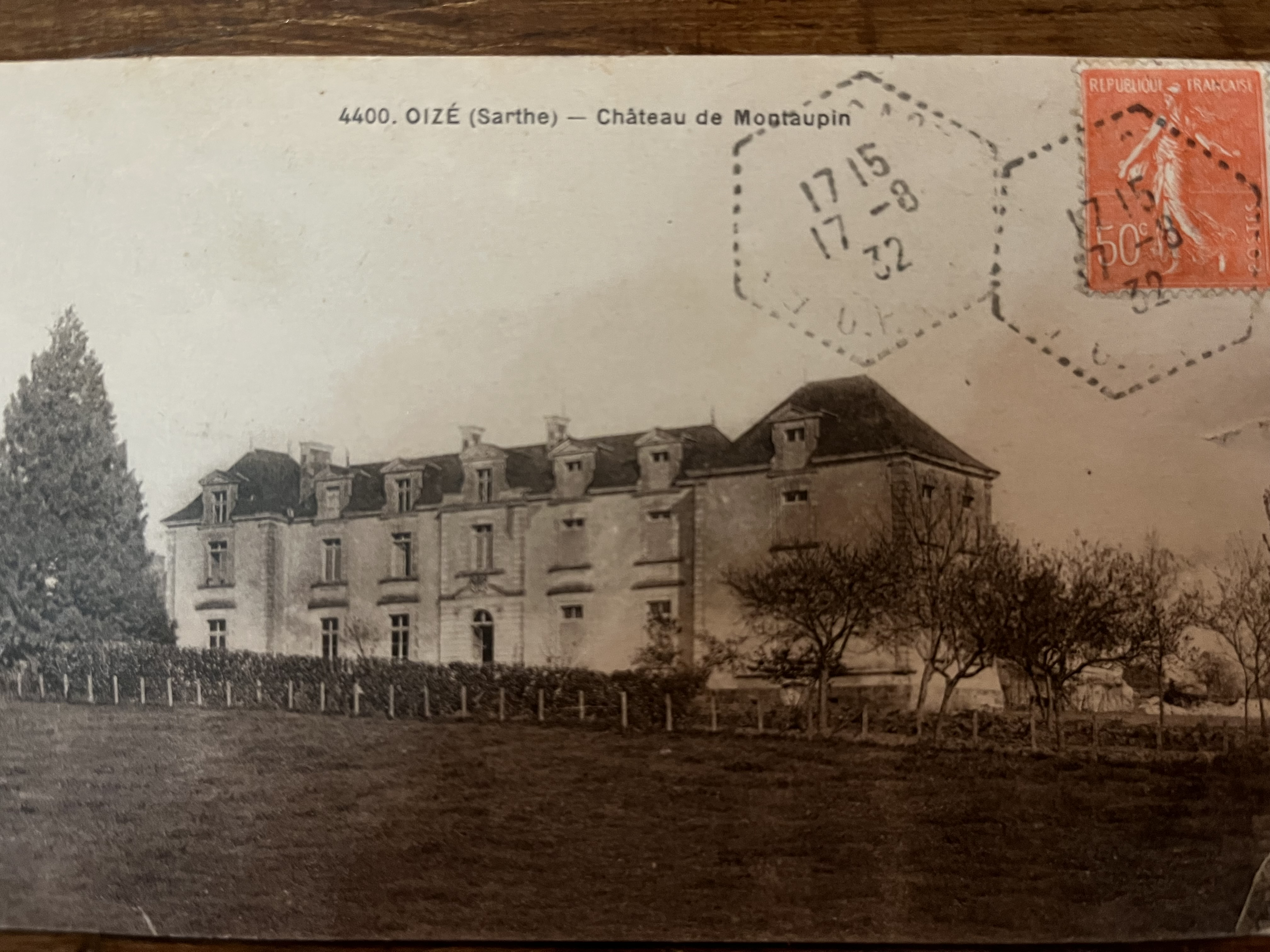
Photo de la chapelle disparue avant 1942. La crypte y demeure toujours.

### Le Château de Montaupin auXXIesiècle[18]

#### La famille David
La famille David conserve Montaupin et son château avec madame Marie-Paule David, en qualité de propriétaire, de 2000 à 2021.

#### La famille Fadel
Le château de Montaupin est actuellement exploité en tant que chambres d’hôtes avec un gîte dans la tourelle extérieure de 1407, et dispose depuis 2021 de nouveaux propriétaires, la famille Fadel, qui a totalement rénové le château de Montaupin.

## Étude héraldique
Le château de Montaupin, témoin de l’histoire locale et du passage de plusieurs lignées nobles, se distingue par la richesse héraldique de ses anciennes familles propriétaires. Chaque blason raconte une histoire, reflétant alliances, titres et influences à travers les siècles. Le tableau ci-dessous regroupe les blasons des différentes familles ayant possédé Montaupin, permettant ainsi d’explorer leur identité visuelle et leur place dans l’histoire héraldique régionale.

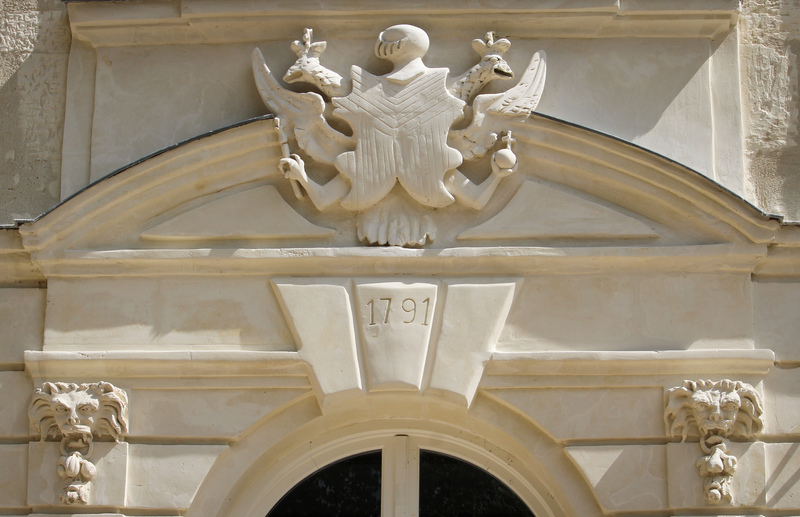
L’Armoirie du Château de la porte centrale : un chevalier au centre entouré de deux aigles couronnés, l’un détenant dans ses pattes le globe terrestre surmonté d ’une
croix et l’autre d’une myrte.

| Famille                                               | Blason | Description héraldique |
| ----------------------------------------------------- | ------ | --- |
| Famille du Bouchet                                    |        | D’argent à deux fasces de sable, d'azur, semé de fleurs de lys d'argent, accompagné d'un lion, symboles de courage et de noblesse. L’écu est écartelé et fascé de six pièces. |
| Famille d’Aubigné                                     |        | De gueules, au lion d’hermines armé, lampassé et couronné d’or. L’écu est de forme française moderne                                                                          |
| Famille Le Roy                                        |        | L’écu est de forme des Dames, avec un fond gueules et des rebattements losangés. Il présente un griffon comme meuble.                                                         |
| Famille de La Porte de la Thébaudière de Sainte-Gemme |        | D'argent, à trois merlettes, rangés en orle, surmontés d'une fasce ondée, le tout de sable. L'écu est fascé et ondé.                                                          |

## Le parc de Montaupin
Le parc du château de Montaupin s’étend sur plus d’un hectare.

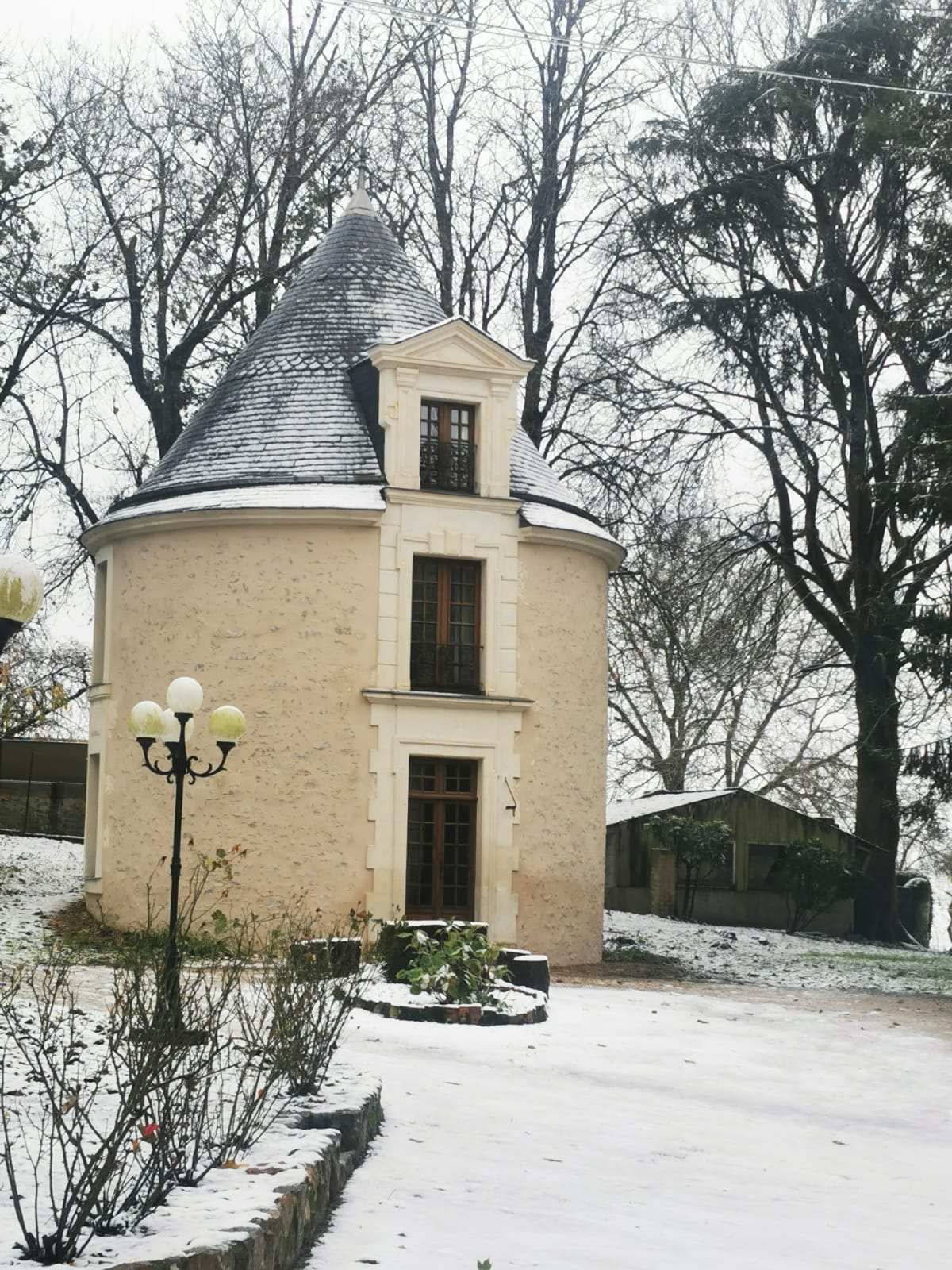
Photo de la tourelle, hiver 2025

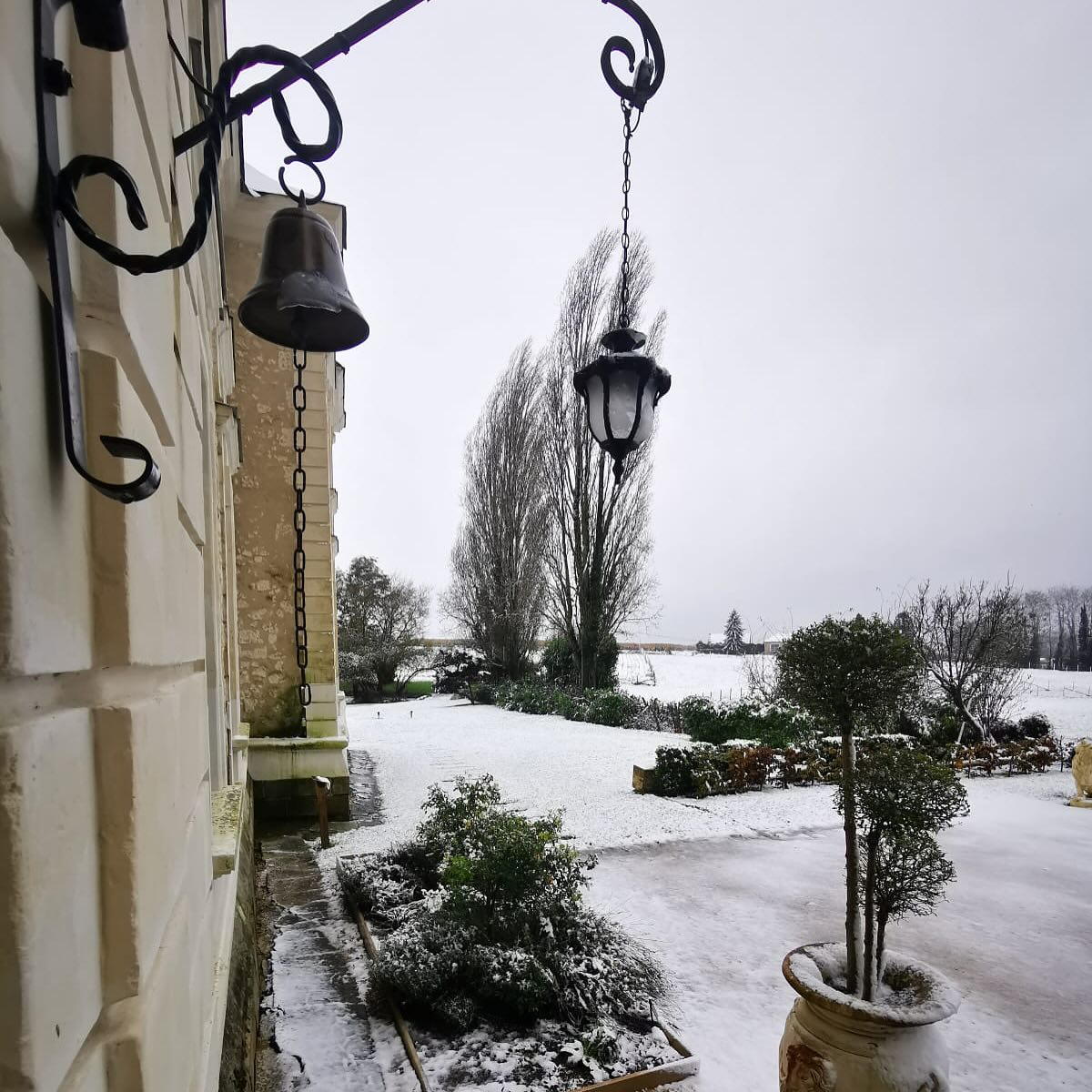
Château de Montaupin sous la neige, hiver 2025

Y cohabite un thuya de plus de cinq siècles, au tronc de près de 10 mètres de circonférence, dont les graines auraient été ramenés d’Orient par le naturaliste Pierre Belon, né en 1517 à la Souletière, à la limite d’Oizé et de Cérans-Foulletourte. C’est ce dernier qui introduit diverses plantes exotiques en France, il porta une grande attention aux propriétés médicinales de celles-ci.

### Le jardin du château

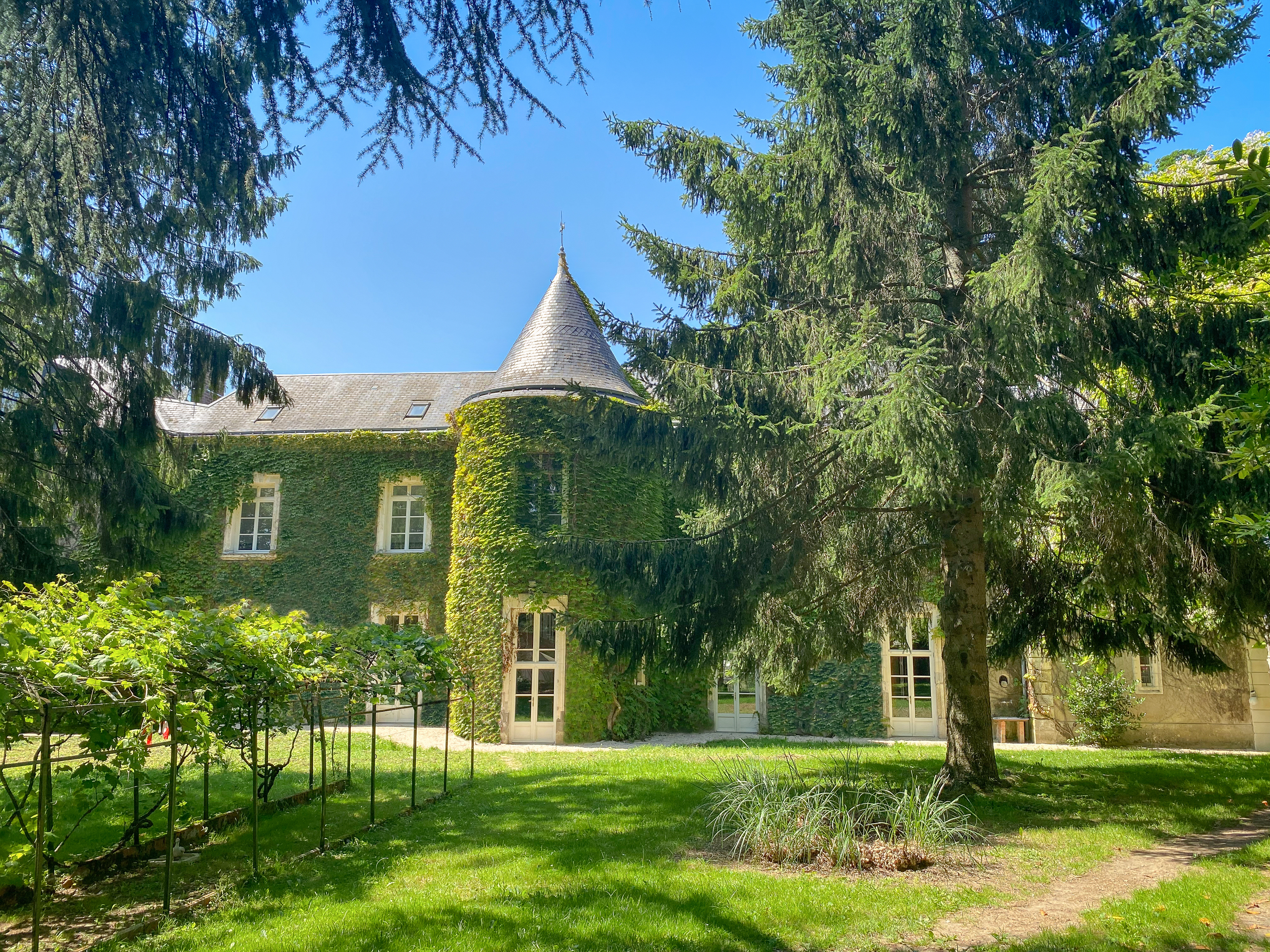
façade du château
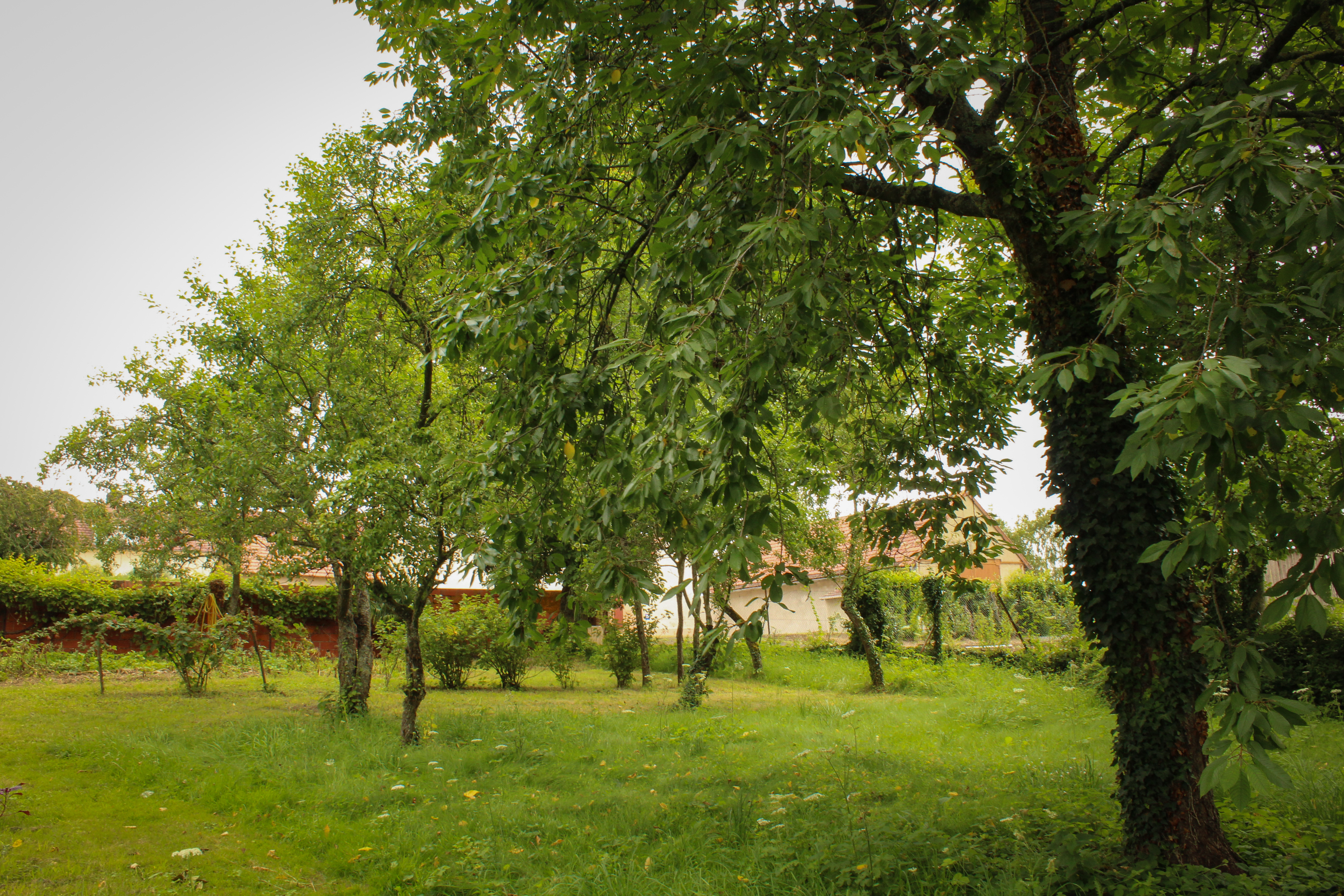
potager du château
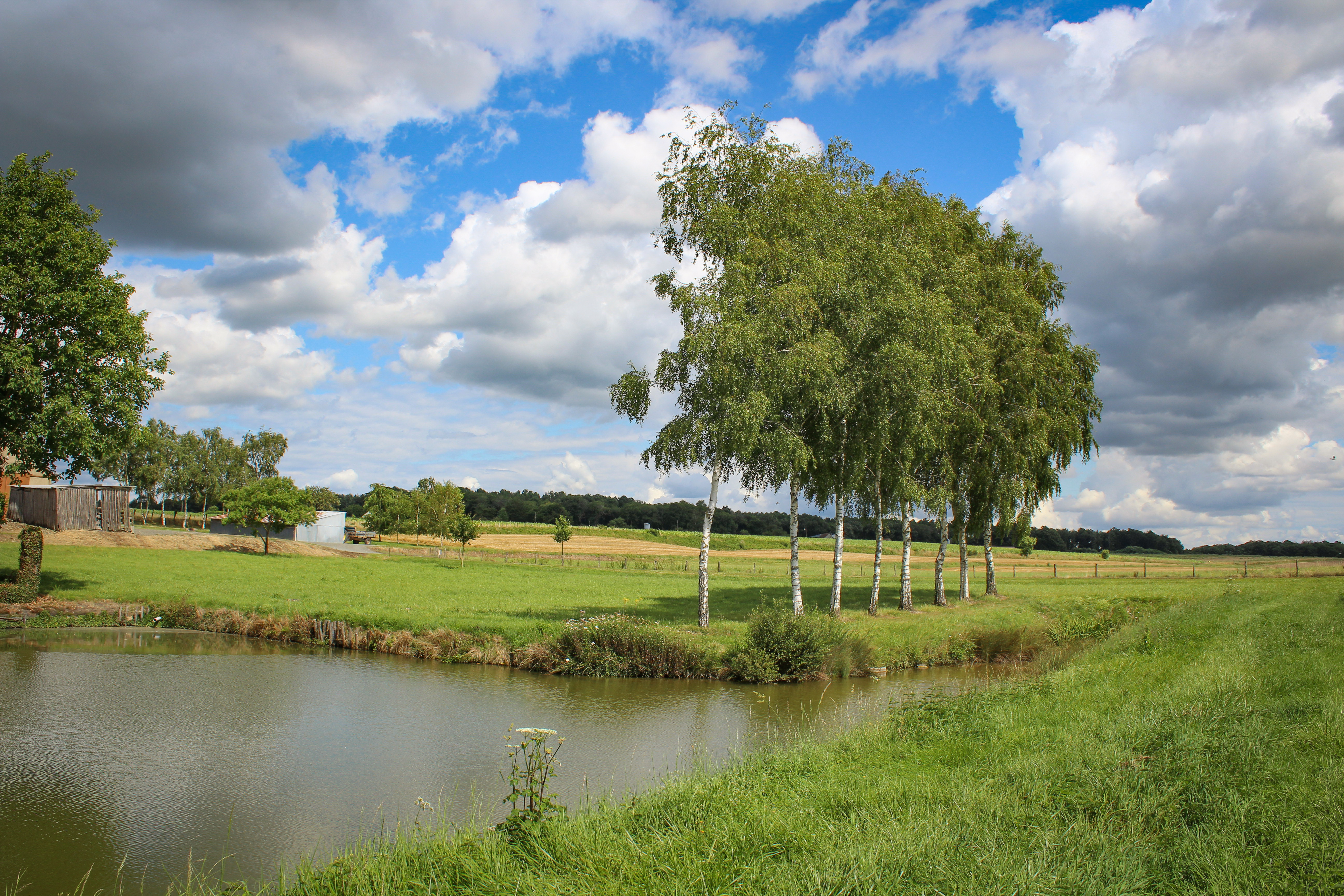
douves du château
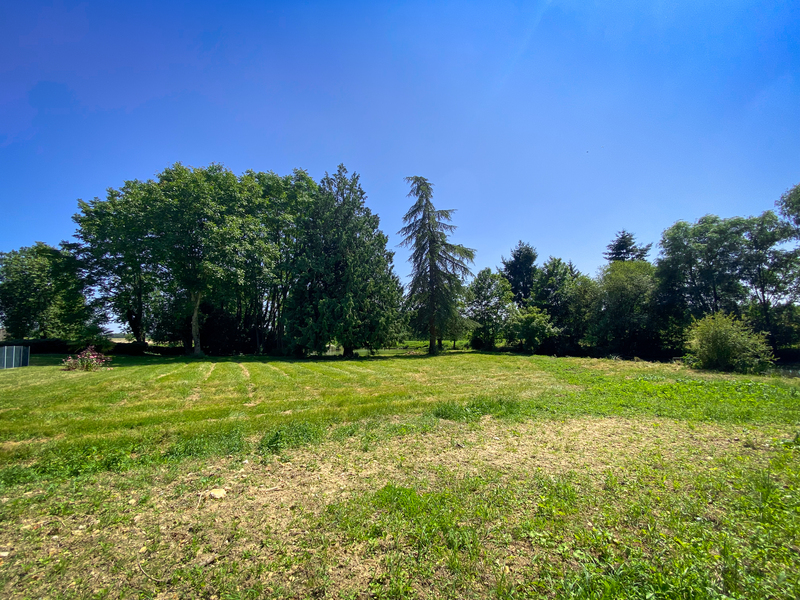
parc du château

Le parc se compose alors de plantes importées et communes au paysage de la région. On y trouve une multitude d’arbres et arbres fruitiers : sapins, cèdres, marronniers, peupliers d’Italie, noyers, pommiers, palmiers, cerisiers, poiriers et pruniers. Le parc dispose également d’un important jardin floral composé de variété de roses, vignes, tulipes, jacinthes, jonquilles, muguet, roseaux et iris poussant près de l’étang.
On y retrouve également des potagers de menthes et des buissons de fruits rouges, des muriers, framboisiers, cassis et groseilliers.

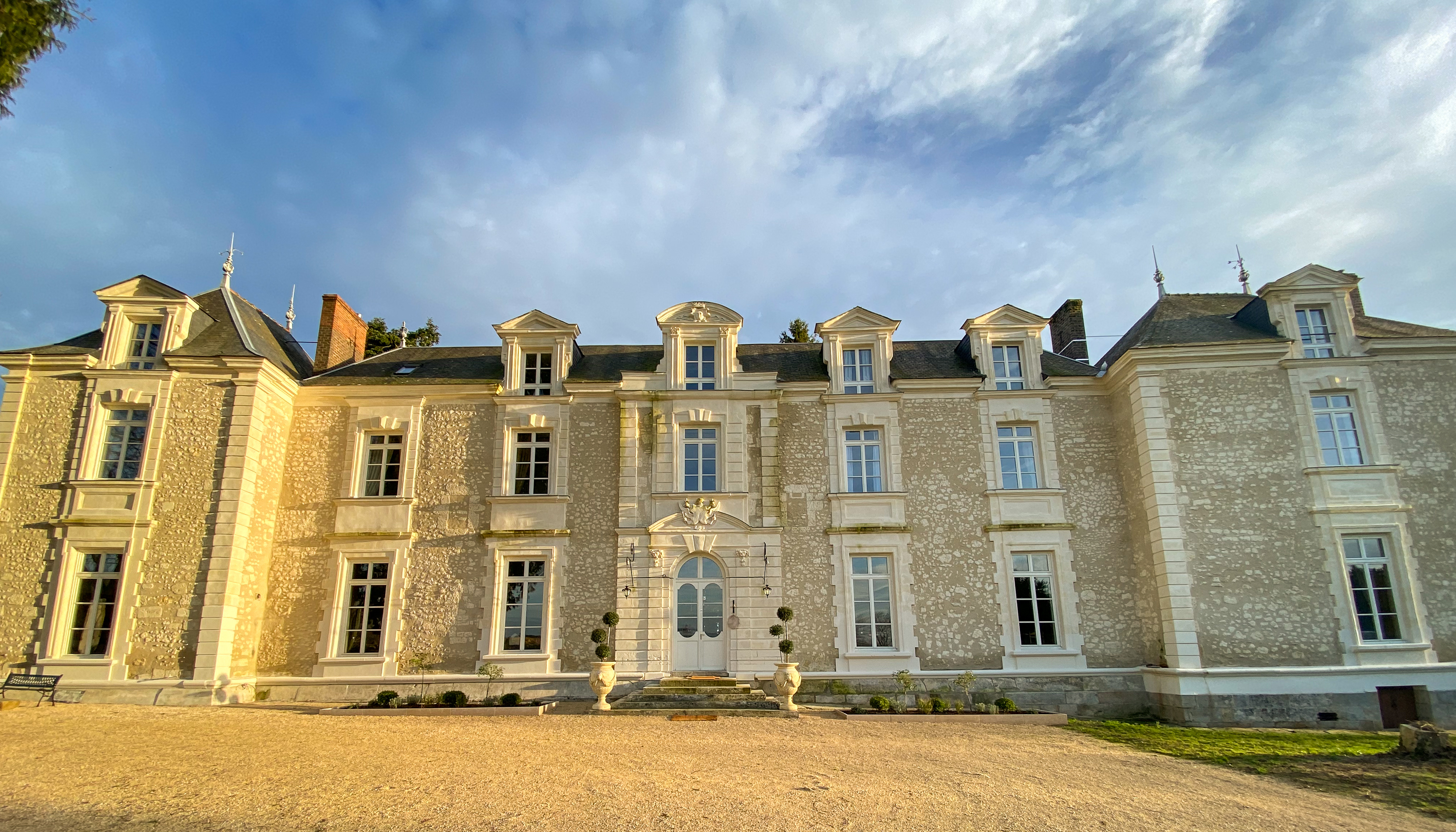
La façade du château

### La chapelle du château
La crypte est un vestige de l'ancienne chapelle du château de Montaupin, construite en 1407 et dédiée à Sainte Marie-Madeleine. Taillée directement dans la roche, elle offre un espace modeste mais empreint d'une atmosphère mystérieuse et sacrée.

Cette crypte revêt une importance historique particulière : pendant la Seconde Guerre mondiale, elle a servi de refuge à une famille juive polonaise : Chinda Laja Nadanowski, née Rozensztark, et ses deux filles, Berthe Ginette (née le 29 janvier 1937 à Paris [XIIe], décédée le 2 décembre 2024 à Fontenay-sous-Bois) et Jacqueline (née le 15 juin 1940 à La Flèche, plus tard mariée Chikar). Cachées ici pendant plusieurs mois pour échapper aux persécutions nazies, elles doivent leur survie à la solidarité silencieuse de quelques habitants du village.

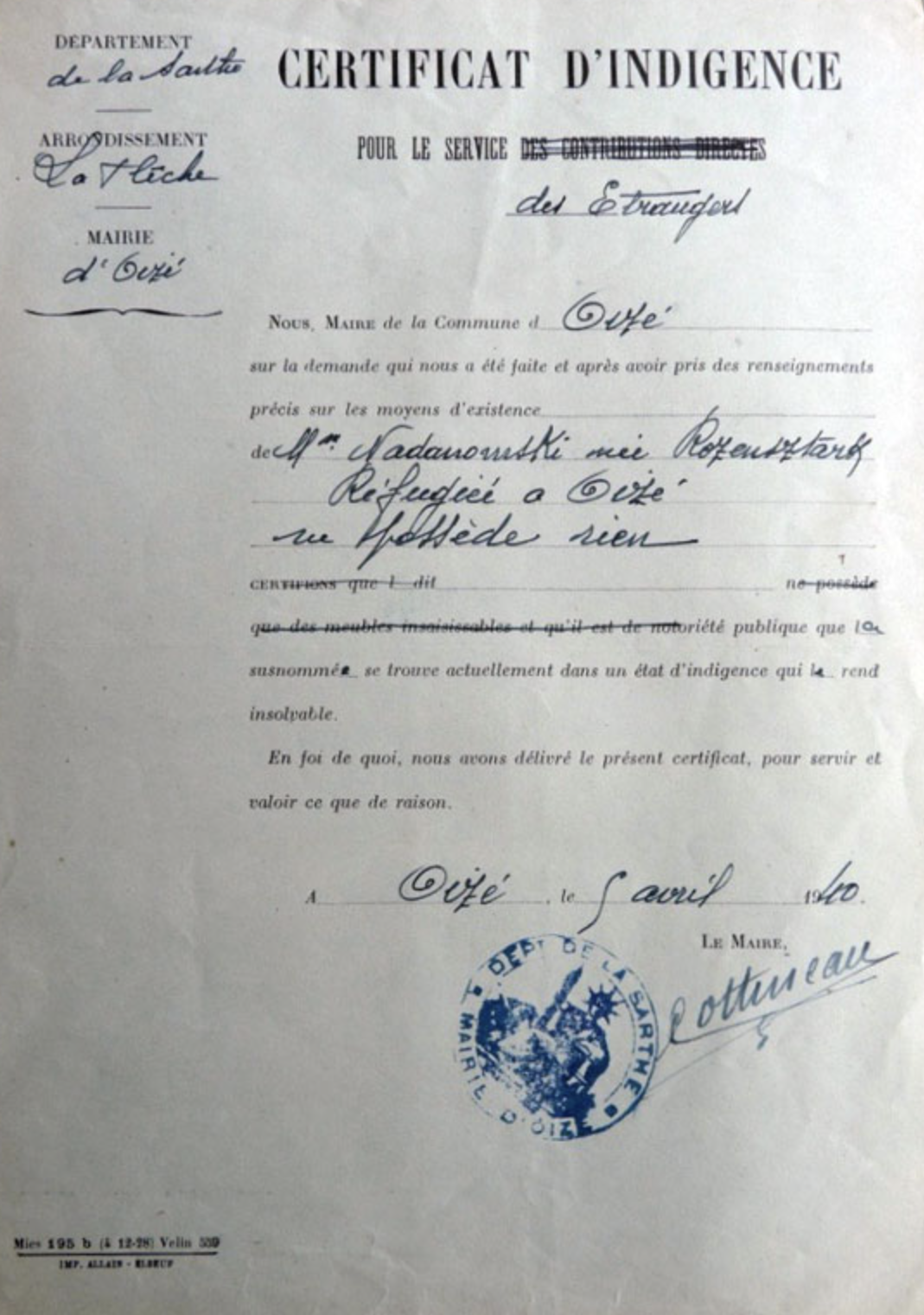
Certificat d'indigence de Madame Nadanowski
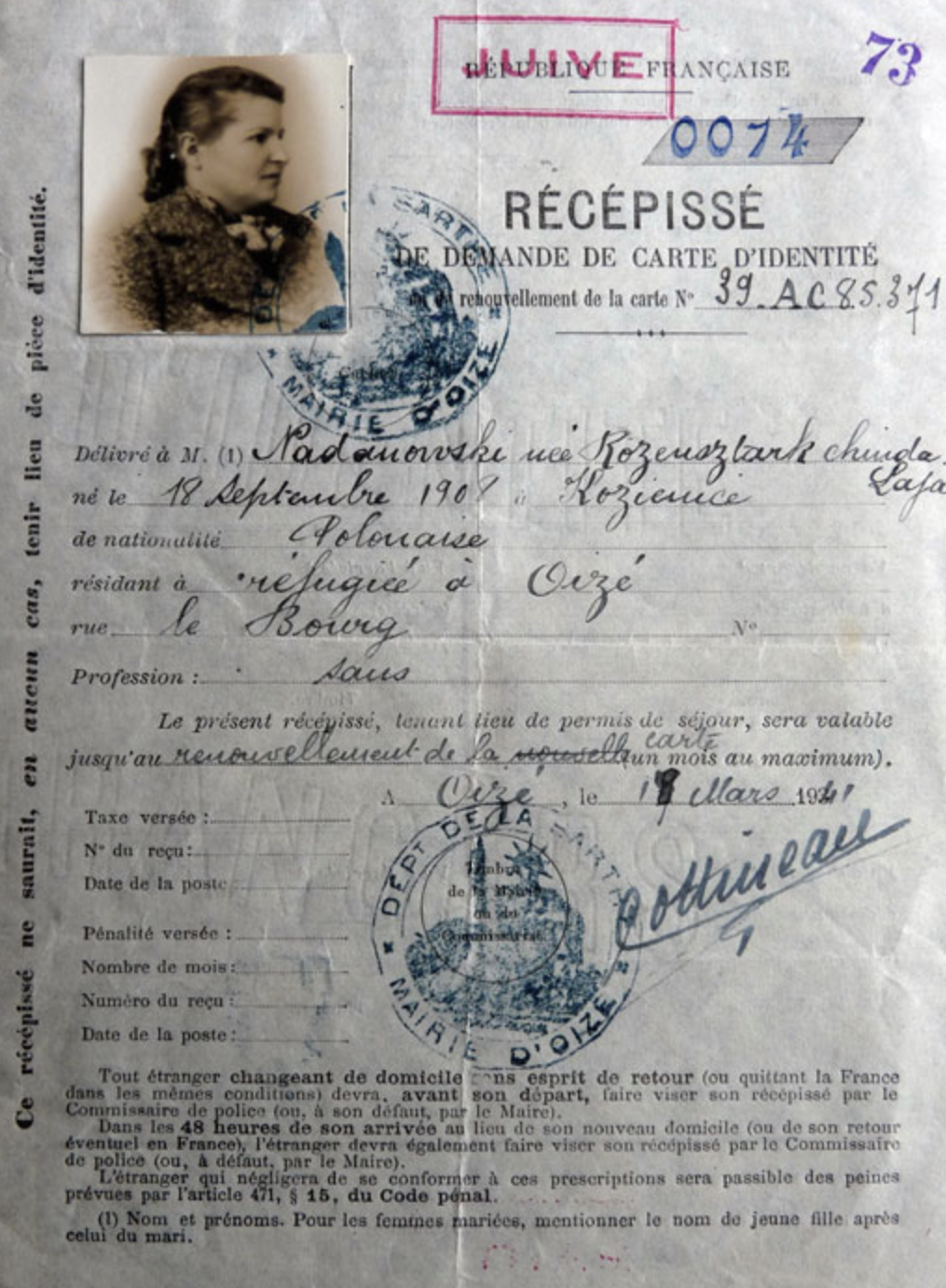
Demande de carte de d'identité de Chinda Nadanowski
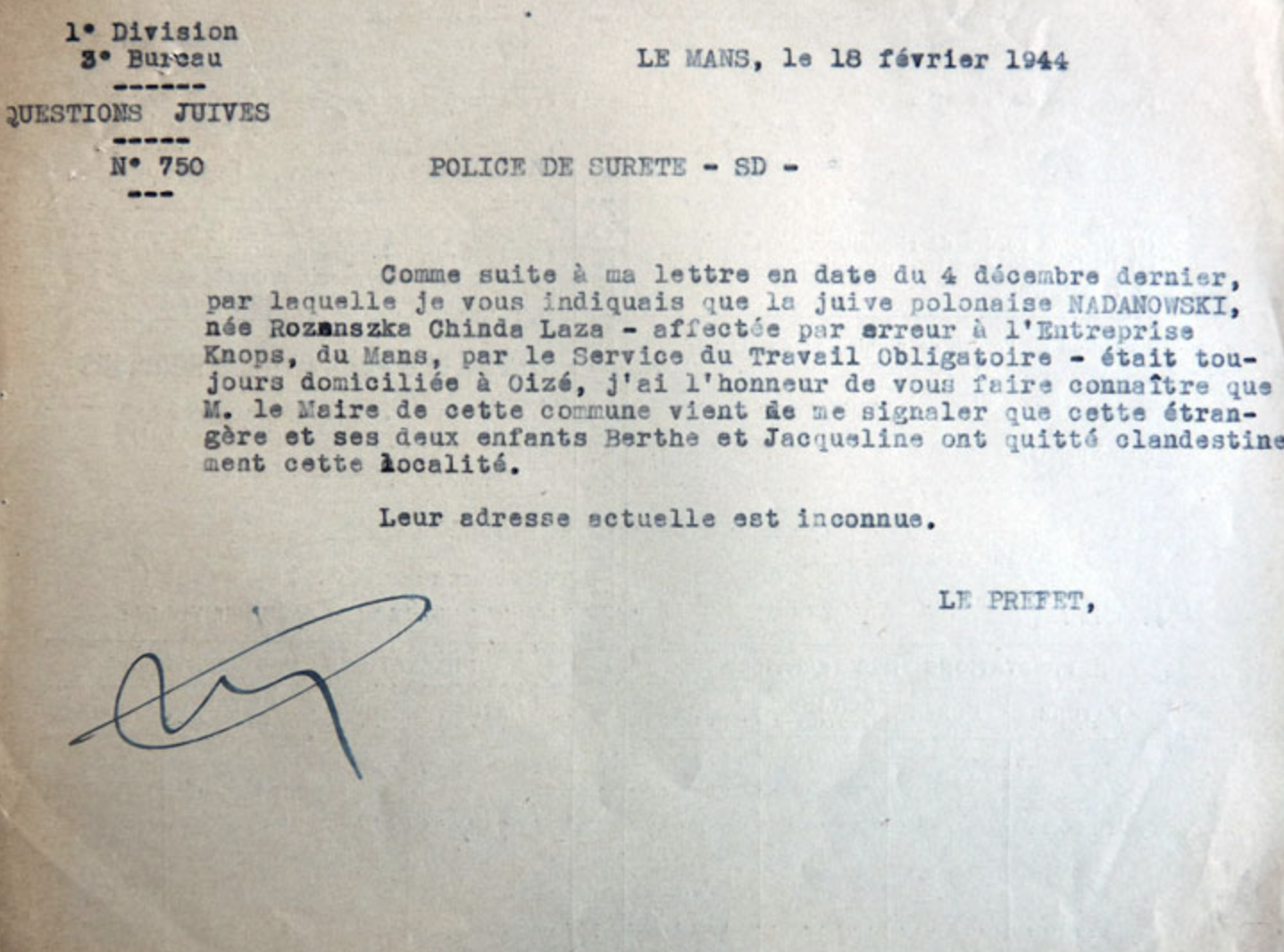
Document émis par la préfecture de la Sarthe en 1944
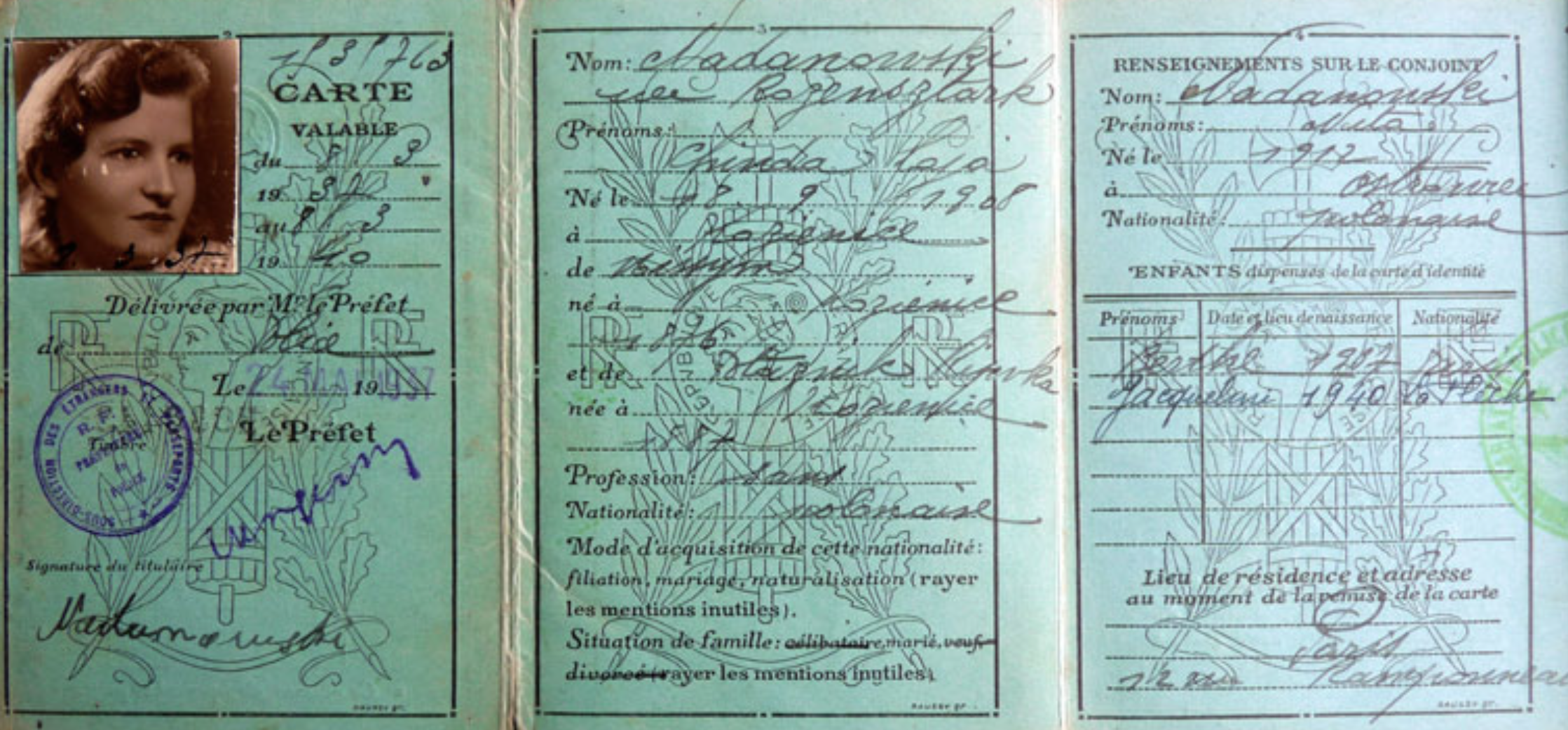
Carte d'identité de Chinda Nadanowski, de son conjoint et de ses enfants.
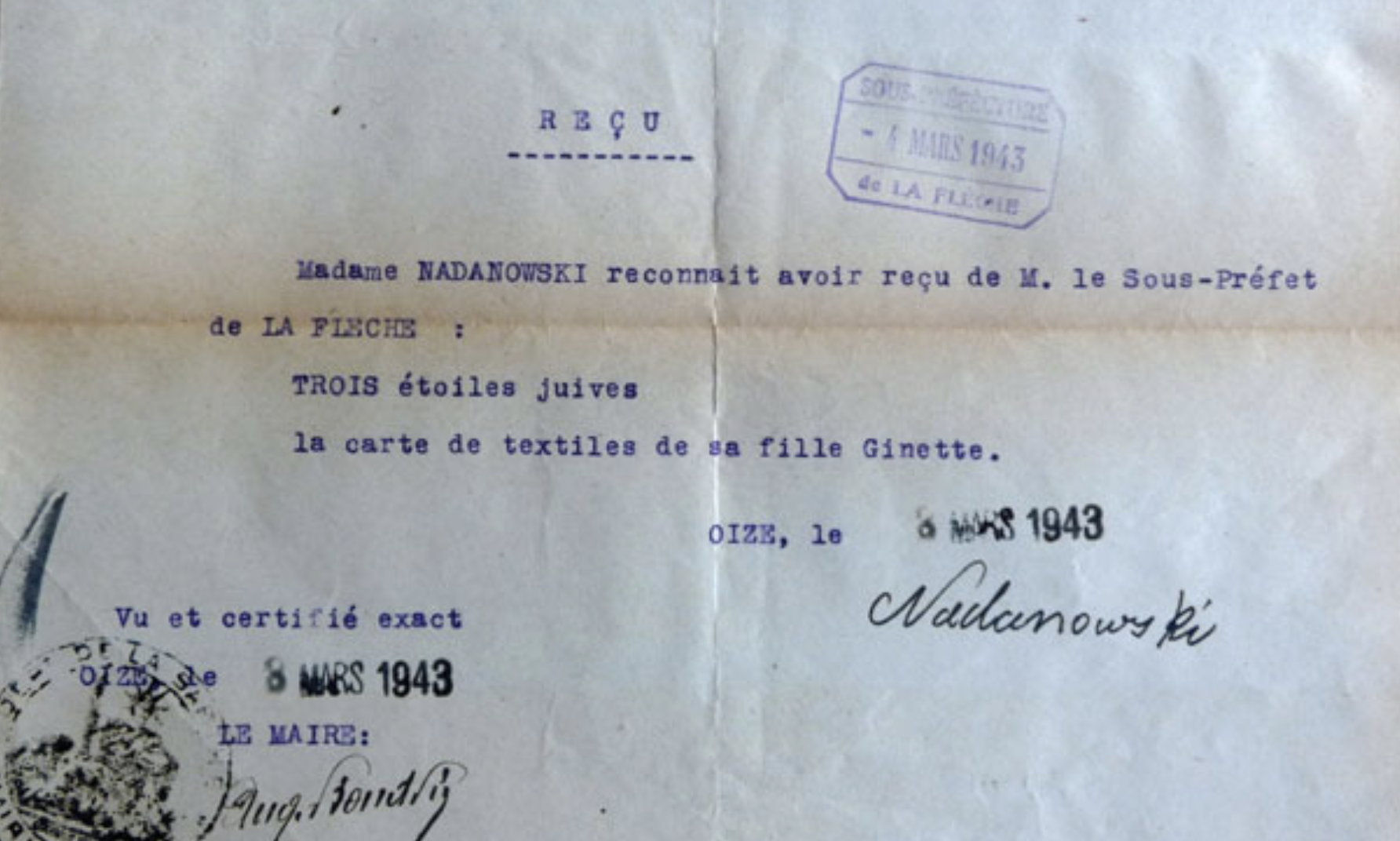
Reçu officiel daté du 8 mars 1943, signé par Mme Nadanowski, attestant la réception de trois étoiles juives et d’une carte de textiles, avec cachets administratifs.
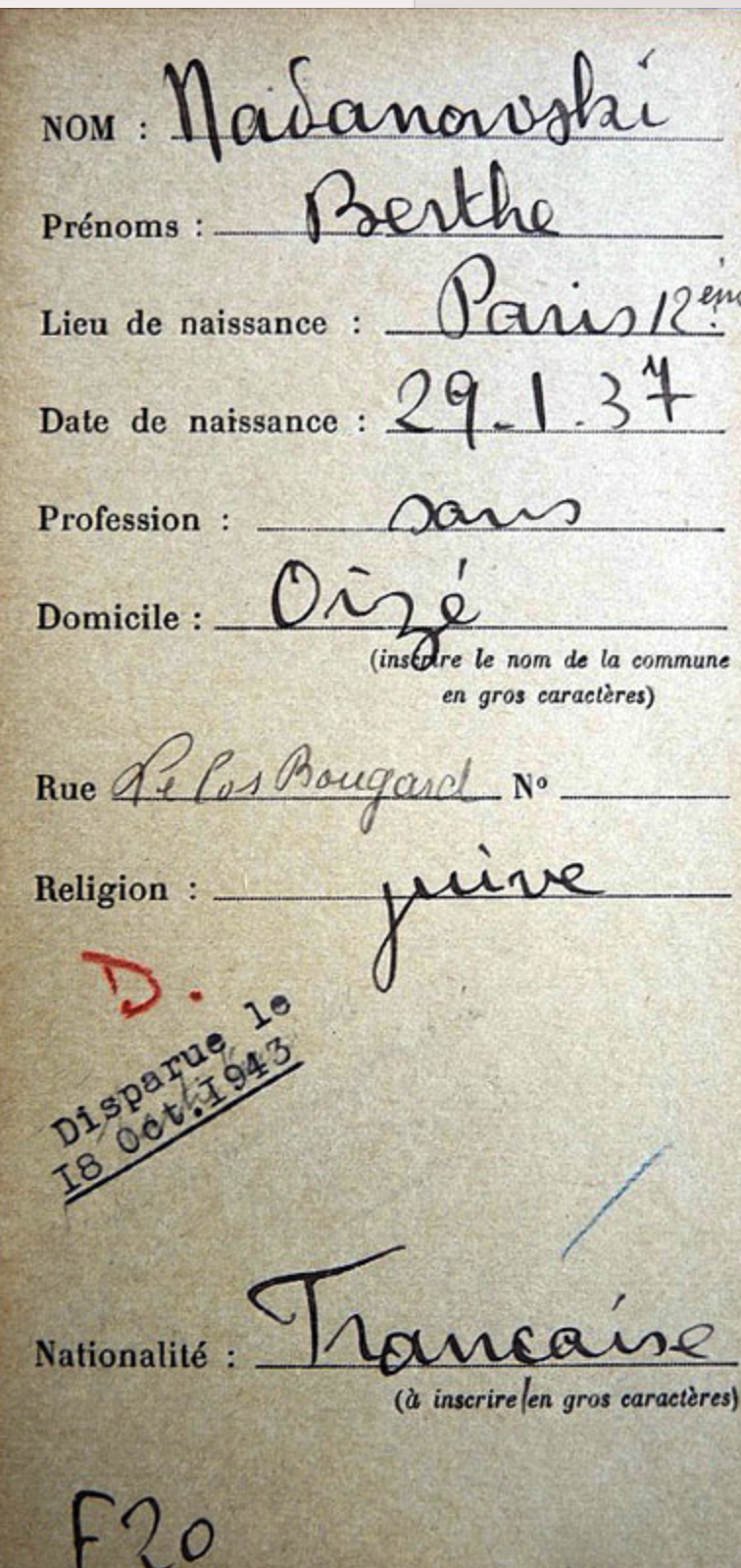
Fiche d’identité datant de la Seconde Guerre mondiale, au nom de Berthe Nadanowski.
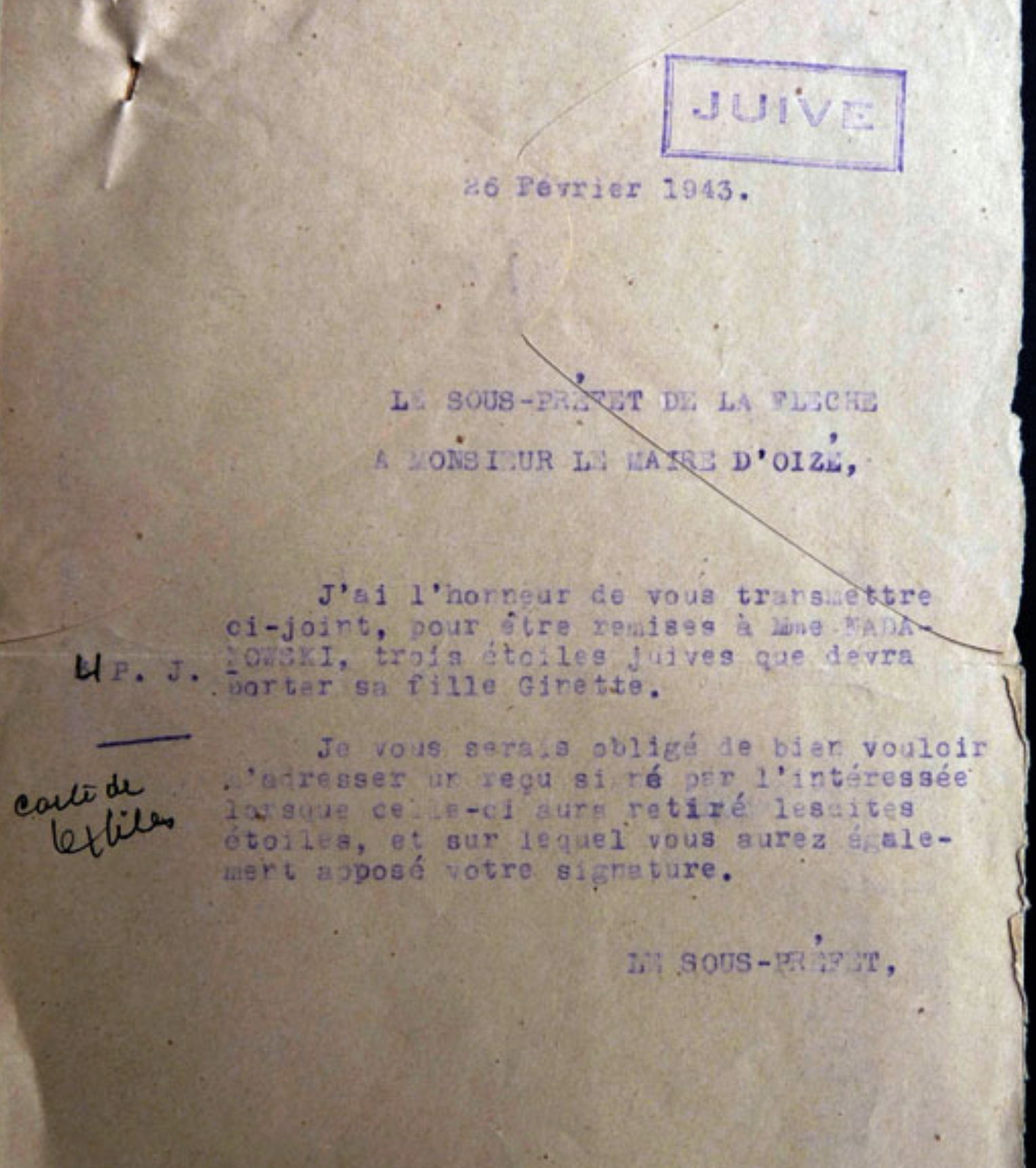
Document officiel daté du 26 février 1943, adressé au maire d’Oizé.

La chapelle elle-même était déjà en ruines bien avant 1945 – probablement abandonnée vers la fin de la 2de Guerre mondiale pour des raisons encore inconnues, mais la crypte, demeurée intacte, constitue aujourd'hui le seul vestige tangible de cette époque, empreint à la fois de spiritualité ancienne et de mémoire résistante.

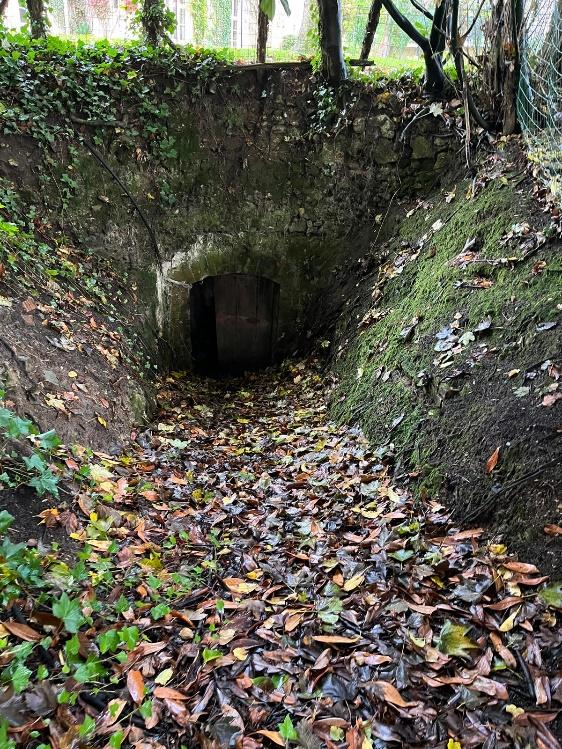
L'entrée de l'ancienne chapelle du château